# Roter Platz

Der Rote Platz bei Nacht

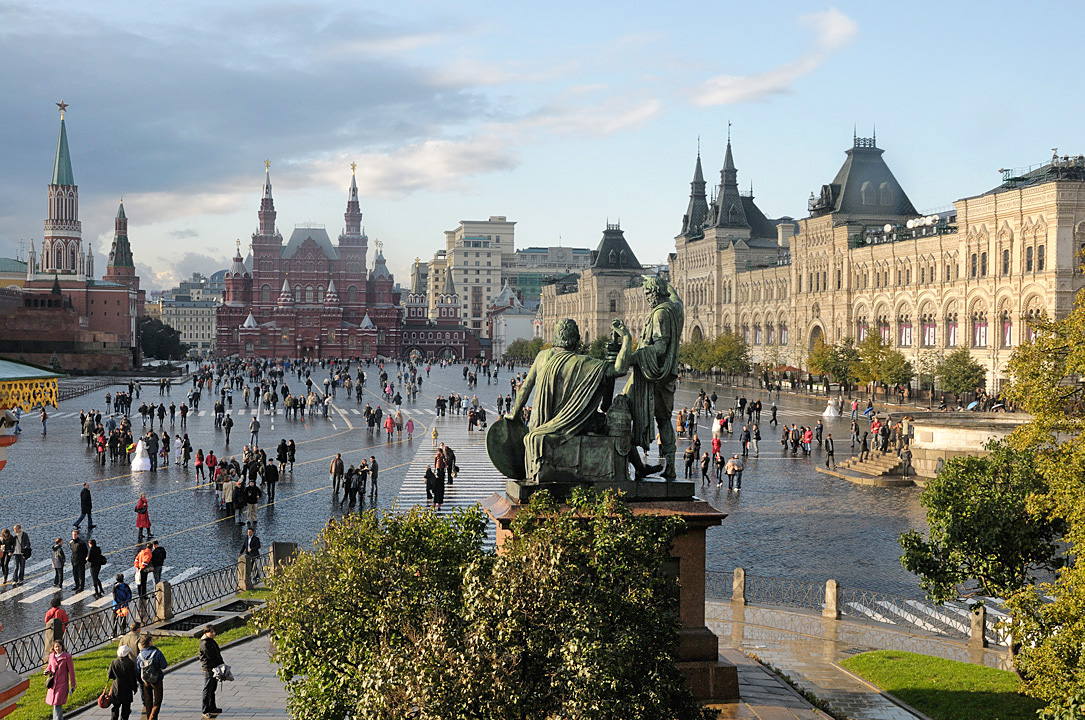
Roter Platz, Blickrichtung Nordwest

Der Rote Platz (russisch Красная площадь, deutsche Transkription Krasnaja ploschtschad, wiss. Transliteration Krasnaja ploščadʹ) ist einer der ältesten und auf Grund seiner Größe, seiner geschichtlichen Bedeutung und der angrenzenden historischen Bauwerke der international berühmteste Platz in Moskau und einer der bekanntesten der Welt. Er befindet sich im Zentrum der historischen Moskauer Altstadt, vor den östlichen Mauern des Kremls, und gilt mit Gebäuden wie der Basilius-Kathedrale, dem Lenin-Mausoleum und dem Warenhaus GUM als Wahrzeichen der Stadt. Zudem gehört er seit 1990 zum UNESCO-Welterbe.

## Lage

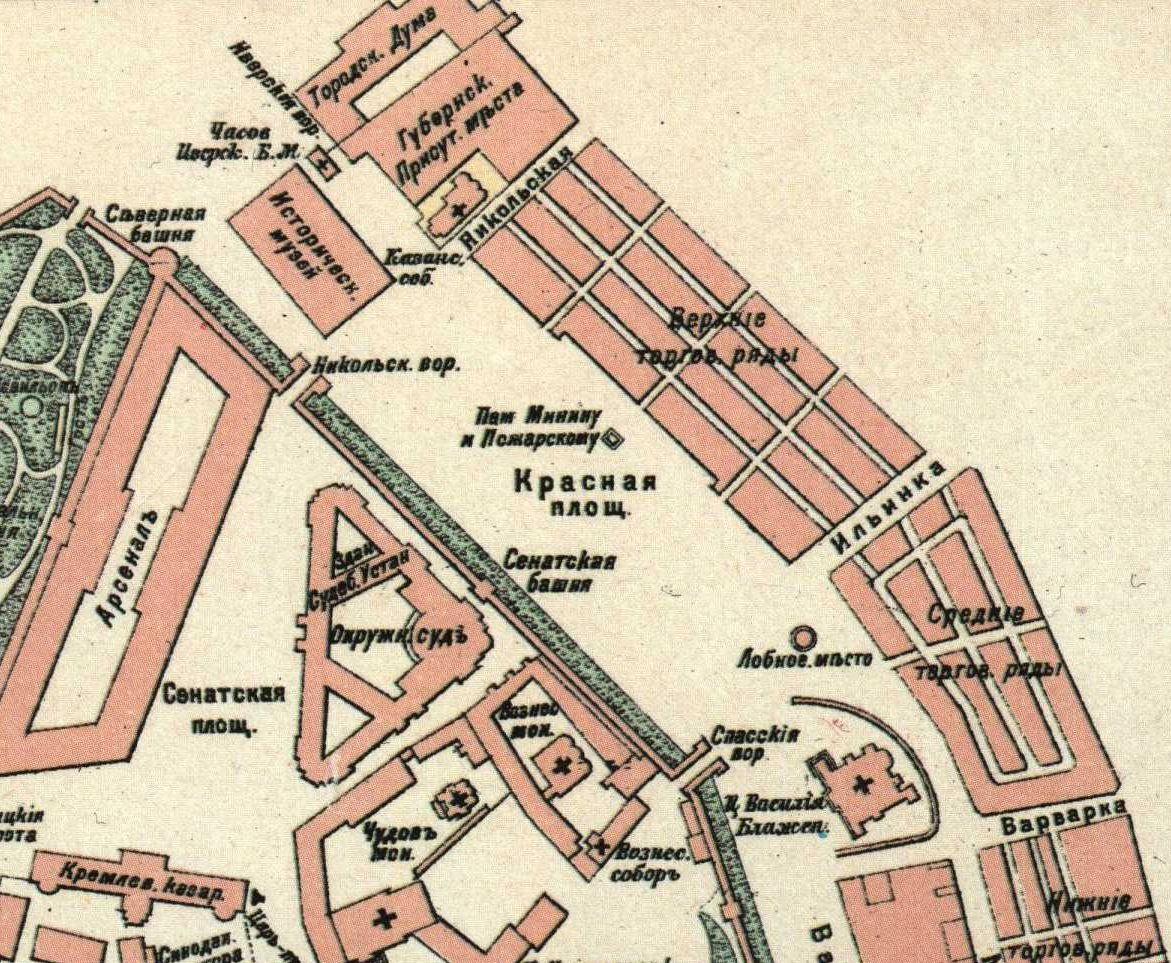
Karte des Roten Platzes von 1917

Der Rote Platz weist eine annähernd rechteckige Form auf, ist 70 Meter breit und 330 Meter lang. Er erstreckt sich der Länge nach von Nordwesten nach Südosten entlang eines Teilstücks der Mauer des Kremls, das seine Begrenzung an der südwestlichen Seite bildet. Im Nordosten wird der Platz durch das Gebäude des Kaufhauses GUM und das alte Stadtviertel Kitai-Gorod, im Nordwesten durch das Historische Museum und das Auferstehungstor und im Südosten durch die Basilius-Kathedrale begrenzt. Nordwestlich des Platzes beginnt hinter dem Gebäude des Historischen Museums die Twerskaja-Straße, südöstlich schließt sich der sogenannte Basilius-Hang an, der zum nahen Moskwa-Fluss hinab und über eine Brücke in das Stadtviertel Samoskworetschje führt. Nordöstlich zweigen zwei Straßen vom Roten Platz ab: die Nikolskaja-Straße (Никольская улица, benannt nach dem direkt gegenüber stehenden Nikolaus-Turm des Kremls) und die Iljinka (Ильинка), beide seit dem 14. Jahrhundert bestehend und ehemals wichtige Verkehrsadern des alten Moskau. Heute ist der Platz selbst, mit Ausnahme des durch ihn führenden Zufahrtsweges zum Erlöser-Tor des Kremls, eine Fußgängerzone.

## Geschichte

### Etymologie
Die Bezeichnung Roter Platz hat weder einen Bezug zur Zeit des Sozialismus in Russland noch zur Farbe der Kremlmauern und -türme, deren Anstrich bis zum 19. Jahrhundert weiß war. Der Name ist schon im 17. Jahrhundert belegt und bedeutet eigentlich „schöner Platz“. Das Adjektiv „красный“ (krasny) bedeutete in der russischen Sprache ursprünglich sowohl „rot“ als auch „schön“, im Laufe der Zeit hat es jedoch die Bedeutung „schön“ verloren und wird heute in der Alltagssprache nur noch als „rot“ gebraucht. Dies führt zu fälschlichen Annahmen bezüglich der Namensherkunft selbst bei Russen und zur etwas irrtümlichen Übersetzung als Roter Platz im Deutschen und anderen Sprachen.

### Entstehung und Nutzung als Marktplatz

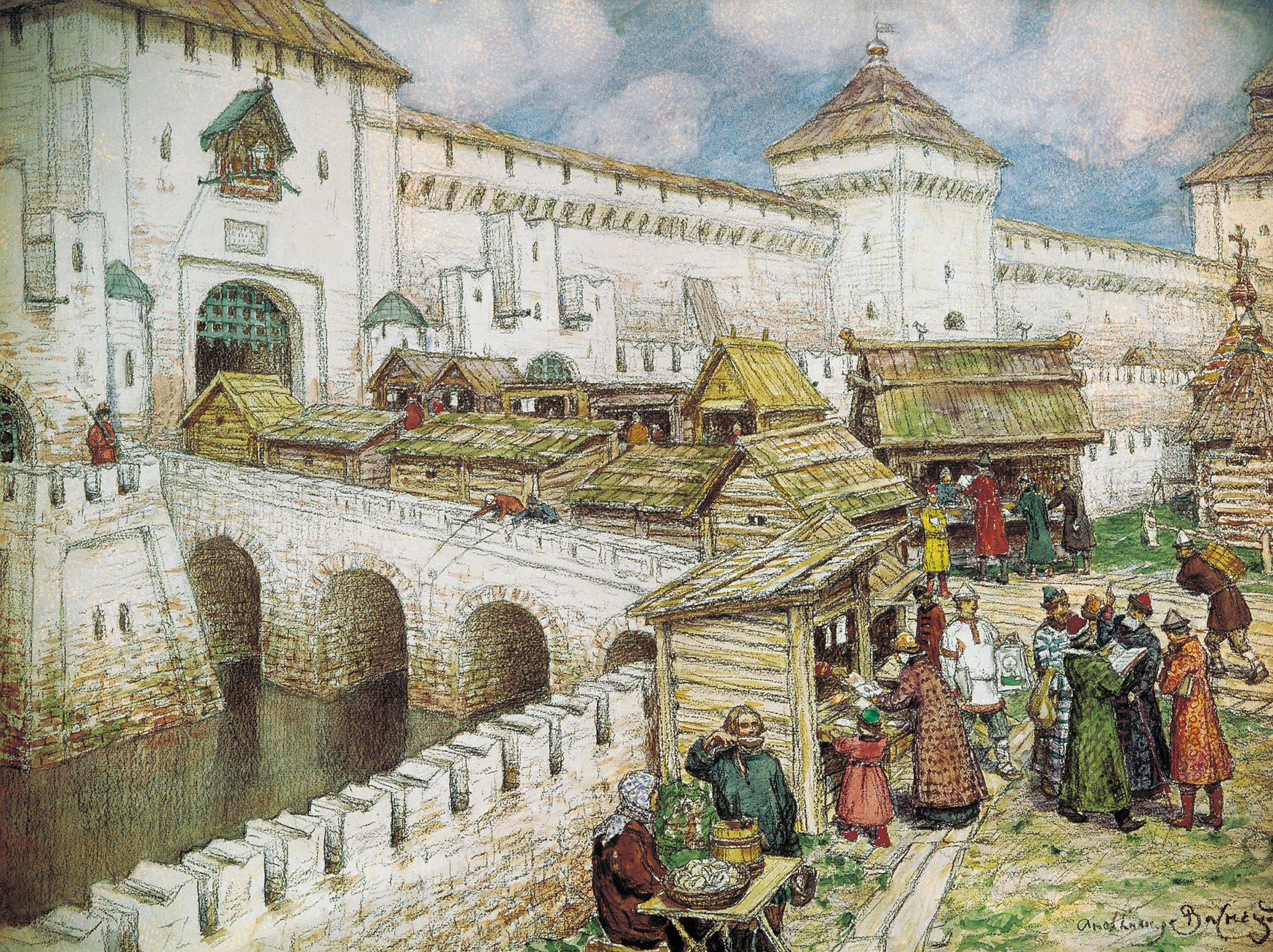
„Buchläden auf der Christus-Erlöser-Brücke im 17. Jahrhundert“, Malerei (Aquarell, Kohle, Weiß, Bleistift) von Apollinari Wasnezow, 1902

Die Entstehung des heutigen Roten Platzes ist unmittelbar mit der Ausdehnung der alten Zarenhauptstadt Moskau über die Grenzen ihres Kerns, der mittelalterlichen Festungsanlage des Kremls, verbunden. Dieser stellte von der Stadtgründung Moskaus im Jahre 1147 an noch mehrere Jahrhunderte lang die eigentliche Stadt dar, während die Gebiete außerhalb seiner Mauern entweder recht ländlich oder aber gänzlich unbewohnt waren. Erst ab dem 14. Jahrhundert wuchs vor den Kremlmauern die Handwerker- und Händlersiedlung Kitai-Gorod, die dann im 16. Jahrhundert durch den Bau einer Befestigungsmauer vor potenziellen Angriffen von außen geschützt wurde. Zu jener Zeit war der Kreml inzwischen nicht nur Wohnort des Zaren sowie zahlreicher Bojaren und anderer Hochadliger, sondern auch ein belebter Handelsplatz, an dem unter anderem die Handwerker aus Kitai-Gorod ihre Erzeugnisse absetzten.
Als gegen Ende des 15. Jahrhunderts die Handelsaktivitäten in zahlreichen, recht chaotisch angeordneten Buden und Ständen das Territorium des Kremls fast zum Überlaufen brachten, beschloss der Moskauer Großfürst Iwan III., den Handel außerhalb des Kremls nach Kitai-Gorod verlagern zu lassen, damit die Einwohner der Festung sich durch die Händler nicht belästigt fühlen und die Verteidigungsfähigkeit der Anlage im Angriffsfall gewahrt bleibt. Den konkreten Anlass zu dieser Verlegung brachte 1493 einer der damals häufigen Großbrände im von Holzbauten dominierten Kitai-Gorod, bei dem eine Vielzahl der Häuser östlich des Kremls zerstört wurde. Kurz danach wurde ein Zarenerlass herausgegeben, nach dem sämtliche Marktreihen vom Territorium des Kremls vor dessen östliche Mauern verlegt werden sollten sowie das vom Feuer verwüstete Gelände unmittelbar an diesen östlichen Mauern nicht mehr mit Häusern zu bebauen war, damit ein eventueller Brand den Kreml nicht gefährden konnte. Daher gilt das Jahr 1493 auch als Entstehungsjahr des Roten Platzes, auch wenn es in diesem Bereich möglicherweise auch schon zuvor einen Platz gegeben haben könnte.
Im 16. Jahrhundert hatte der Platz mit einem gewöhnlichen innerstädtischen Platz nur wenig gemeinsam, vielmehr glich der neugeschaffene Freiraum östlich des Moskauer Kremls einem riesigen Basar, in dessen zahlreichen Reihen tagtäglich durchgehend ein geschäftiges Treiben herrschte. Hier wurden allerlei Waren aus ganz Russland sowie dem Ausland angeboten, die meist per Fluss angeliefert kamen – eine Anlegestelle für Handelsschiffe befand sich denn auch nur wenige Hundert Meter entfernt. Seit jener Zeit wurden genau auf diesem belebten Marktplatz auch die Zarenerlasse dem Volk bekanntgegeben. Bis ins 18. Jahrhundert hinein war der Platz nicht befestigt und konnte daher bei Regenwetter sehr matschig werden.
Einen offiziellen Namen hatte der Marktplatz im 16. Jahrhundert auch noch nicht. Zwar hatte der ehemalige Hauptmarktplatz innerhalb des Kremls bereits vor seiner Verlegung den Namen Schöner Platz getragen. Es sollte allerdings mehrere Jahrhunderte dauern, bis der Name dem eigentlichen Platz aus dem Kreml hinaus folgte. Im Volksmund war für diesen aufgrund seiner primären Bedeutung zunächst der Name Torg (Торг), wörtlich „Handel“, geläufig. Nachdem im Jahre 1552 genau dort, wo die heutige Basilius-Kathedrale steht, die hölzerne Dreifaltigkeitskirche errichtet wurde, hatte sich für den Platz davor der Name Troizkaja (Троицкая), also „Platz der Heiligen Dreifaltigkeit“, eingebürgert. Jedoch hat nur drei Jahre später Zar Iwan der Schreckliche die Kirche der Heiligen Dreifaltigkeit abreißen und an deren Stelle die Basiliuskathedrale errichten lassen.
Über Jahrzehnte hinweg unverändert war hingegen der rege Handel auf dem Platz der Heiligen Dreifaltigkeit, der letztlich dazu führte, dass dieser mit immer größer werdenden Marktständen, Handwerkerbuden und -zelten zugebaut wurde. Immer wieder gab es Erlasse der Zaren, bestimmte Bauten abzureißen und die Errichtung von Häusern auf dem Platz im Folgenden zu unterlassen. Doch das nützte wenig, die Bauten entstanden stets von Neuem – und immer wieder gab es Großbrände. Deshalb wurde der Platz seit dem Ende des 16. Jahrhunderts im Volksmund Poschar (Пожар, wörtlich „Brand“) genannt. Dieser Zustand sollte noch bis weit ins 17. Jahrhundert hinein andauern.

### Der „schöne Platz“

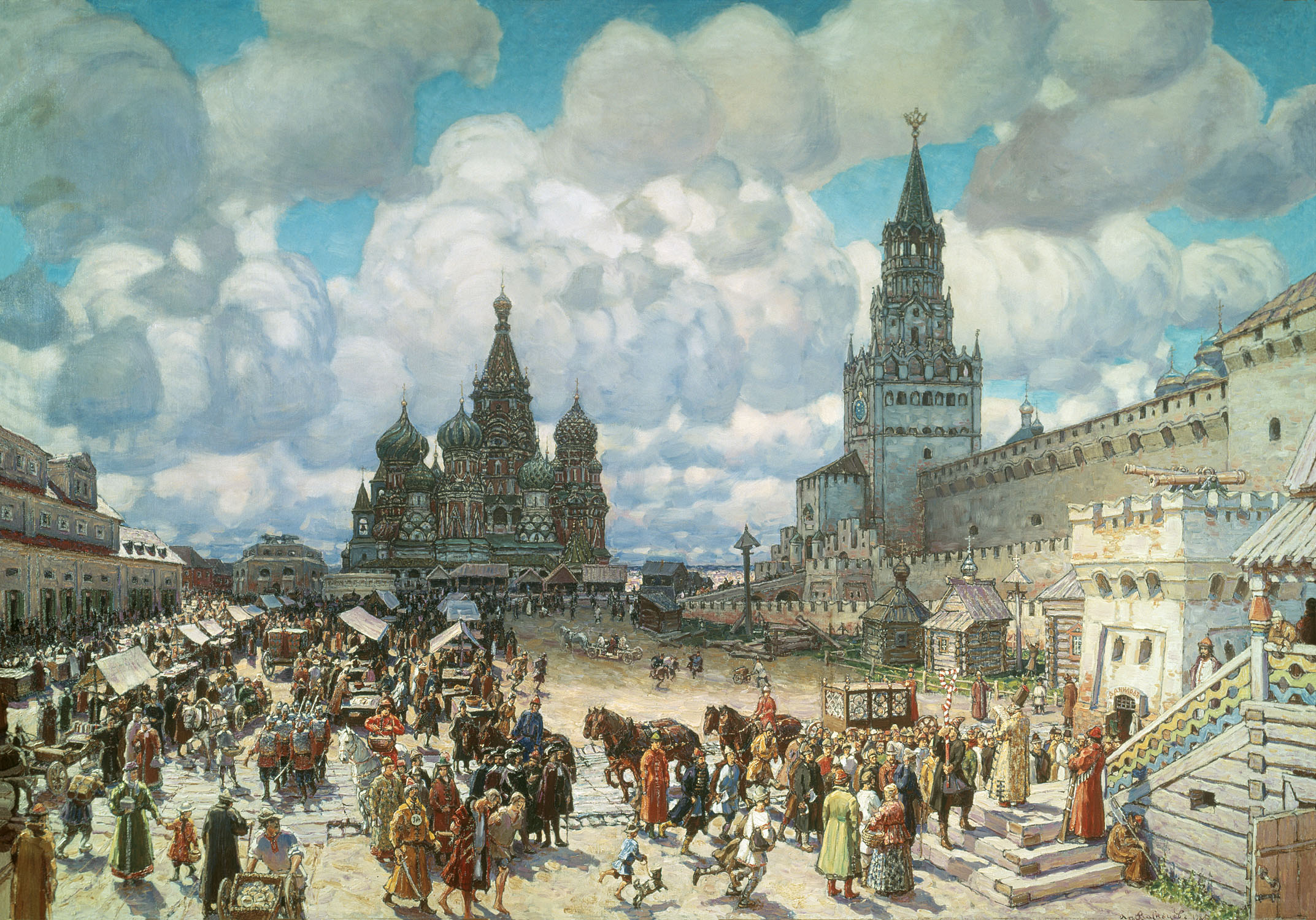
Der Rote Platz im 17. Jahrhundert. Eine Zeichnung von Apollinari Wasnezow, 1925

Der entscheidende Wandel des Platzes vom reinen Handelsplatz zum wörtlich „schönen Platz“ der Zarenhauptstadt setzte Ende des 17. Jahrhunderts ein. In den 1690er-Jahren ließ die Staatsmacht sämtliche Marktreihen, von denen manche bis unmittelbar an die Kremlmauer heranreichten, einige Hundert Meter tiefer nach Kitai-Gorod verlegen. Folglich entstanden dort die verschiedenen Handelsreihen, die teilweise als Vorläufer des heutigen Kaufhauses GUM an der Ostseite des Roten Platzes gelten. An einige dieser Reihen erinnern bis heute die Namen von Gassen in der näheren Umgebung des Roten Platzes (beispielsweise „Fischgasse“ (Рыбный переулок) oder „Bleikristallgasse“ (Хрустальный переулок)).
Auf dem freigewordenen Platz der Dreifaltigkeit entstanden indes im späten 17. sowie im 18. Jahrhundert, zusätzlich zu der bereits 1561 fertiggestellten Basilius-Kathedrale, mehrere architektonisch anspruchsvolle Bauten, darunter die Kasaner Kathedrale und das Gebäude der Gouvernementverwaltung. Zudem erhielt in der Herrschaftszeit Katharina der Großen der zuvor fast gänzlich unbefestigte Platz erstmals einen Belag aus Holzbrettern, der 1804 erstmals durch Kopfsteinpflaster ersetzt wurde. Aus dem späten 17. Jahrhundert, als gerade angefangen wurde, den Platz zu verschönern, stammen auch die ersten historischen Dokumente, in denen dieser erstmals unter seinem heutigen Namen Krasnaja Ploschtschad, also „der Schöne Platz“, geführt wird.

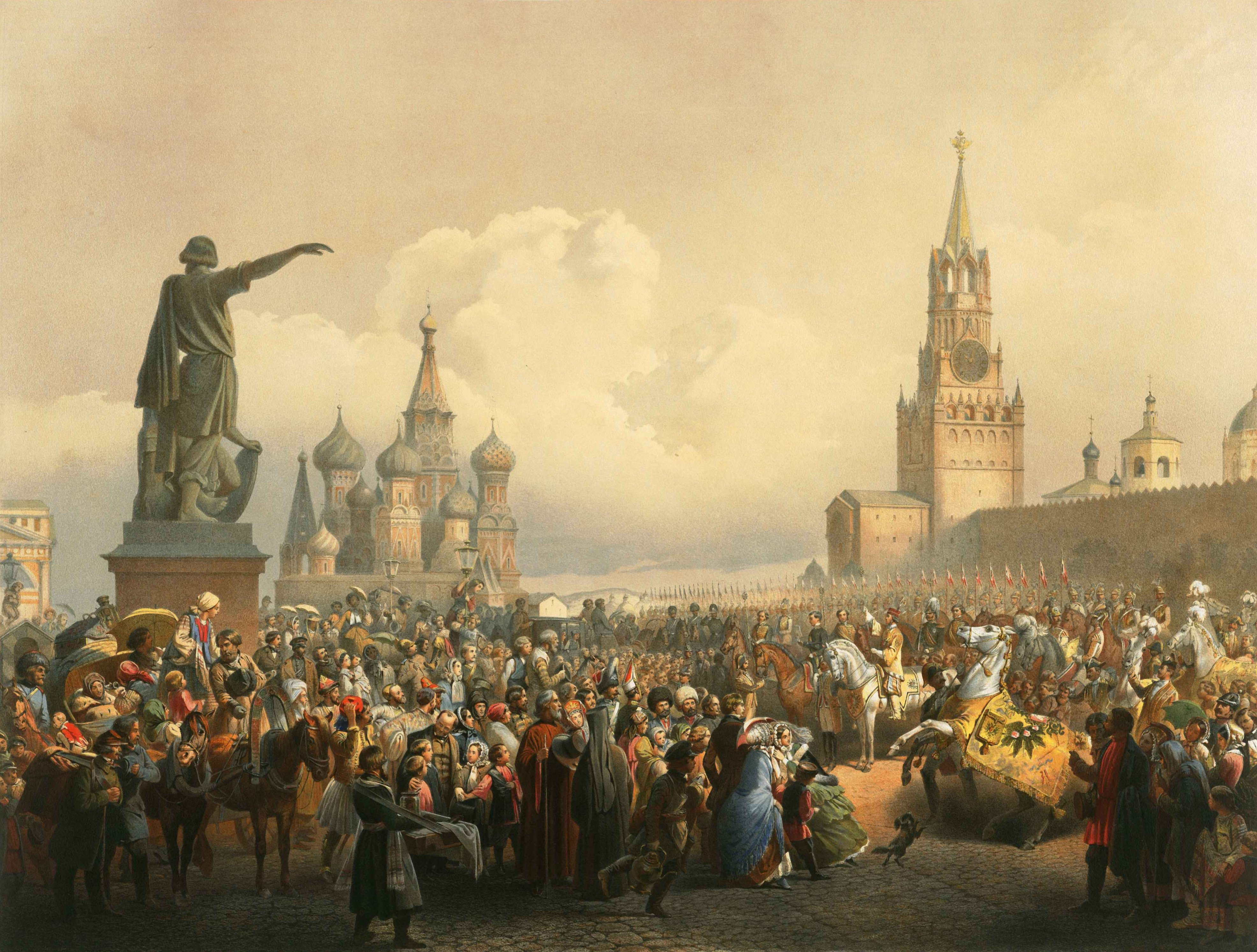
Krönung des Zaren Alexander II. auf dem Roten Platz, September 1856

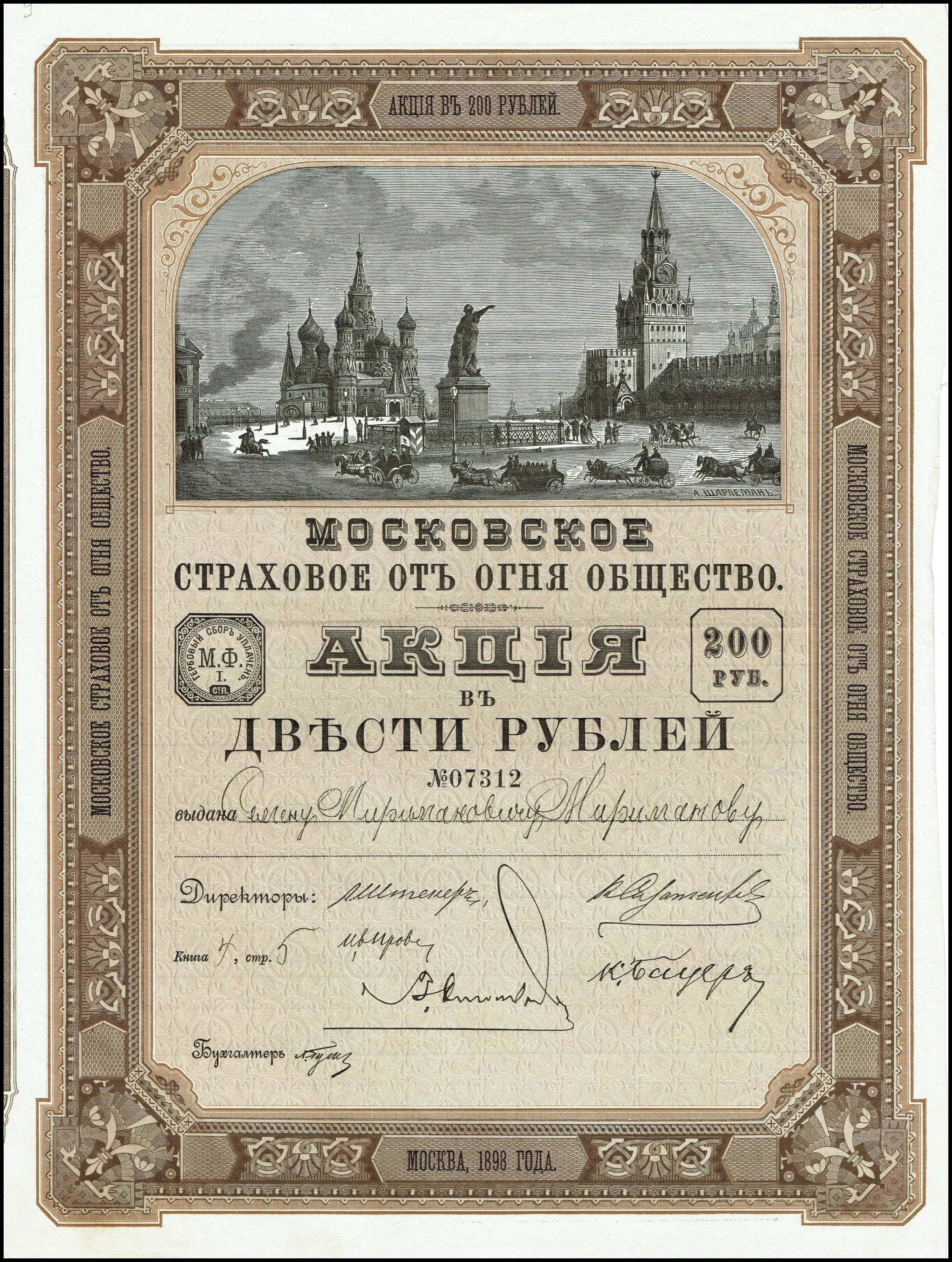
Aktie über 200 Rubel der Moskowischen-Feuerassekuranz-Compagnie vom 1. Januar 1898 mit Darstellung des Roten Platzes

Über Jahrhunderte hinweg behielt der Rote Platz im Folgenden unangefochten seine Rolle als zentraler Platz Moskaus. Vor dem Umzug der Hauptstadt des Russischen Zarenreichs in das neugegründete Sankt Petersburg wurden auf dem Roten Platz die Gesetze und Erlasse des Zaren öffentlich proklamiert. Außerdem fanden hier verschiedene Volksfeste und alle offiziellen Feierlichkeiten statt, wie beispielsweise die jährlichen großen Gottesdienste an wichtigen orthodoxen Feiertagen, das erste russische Neujahrsfest nach dem julianischen Kalender im Jahre 1700, die Militärparade im Jahre 1912 zum 100. Jahrestag des russischen Sieges im Krieg gegen Napoleon oder der feierliche Akt zum 300-jährigen Bestehen der Zarendynastie der Romanows im Jahr 1913. Auch nach dem Umzug der Hauptstadt fanden alle Zarenkrönungsfeiern auf dem Roten Platz ihren pompösen Abschluss. Freilich war der Platz in seiner Geschichte auch Schauplatz weniger rühmlicher Ereignisse: So fanden hier unter anderem zu Zeiten Iwan des Schrecklichen Hinrichtungen von in Ungnade geratenen Bojaren durch seine Leibgarde, die sogenannte Opritschnina, statt, und von 1698 bis 1699 wurden auf dem Roten Platz Hunderte von aufständischen Strelizen auf Befehl Peter des Großen hingerichtet.
Das heutige architektonische Ensemble des Roten Platzes wurde im Wesentlichen Anfang des 20. Jahrhunderts abgeschlossen, nachdem seine nordöstliche Seite mit dem neuen Gebäude der Oberen Handelsreihen (heute: Warenhaus GUM) sowie rechts davon mit dem sehr ähnlich gestalteten Großhandelsgebäude bebaut wurde. Nach der Fertigstellung dieser Bauten, die vom Stil her an die historische Architektur des Kremls angelehnt wurden, wurde der Belag des Roten Platzes umfassend renoviert sowie bis zum Jahr 1909 eine Straßenbahnlinie mitten durch den Platz entlang der Kremlmauer verlegt. Diese existierte dort noch bis zum Jahr 1930. Noch 1892 erhielt der Platz erstmals eine elektrische Beleuchtung.

### Der Rote Platz seit dem 20.Jahrhundert
Wenige Monate nach dem durch die Oktoberrevolution 1917 vollzogenen politischen Umbruch in Russland wurde Moskau wieder Hauptstadt, zunächst von Sowjetrussland, ab 1922 dann zur Hauptstadt der Sowjetunion. Der Kreml wurde somit wieder zur Residenz des Staatschefs und der Rote Platz zur Haupttribüne der Staatsmacht und zusätzlich zu einem der Symbole des neuen Systems. Nach dem Tod des Revolutionsführers Lenin 1924 kam dies besonders deutlich zum Ausdruck, indem sein Mausoleum direkt auf dem Roten Platz errichtet wurde.

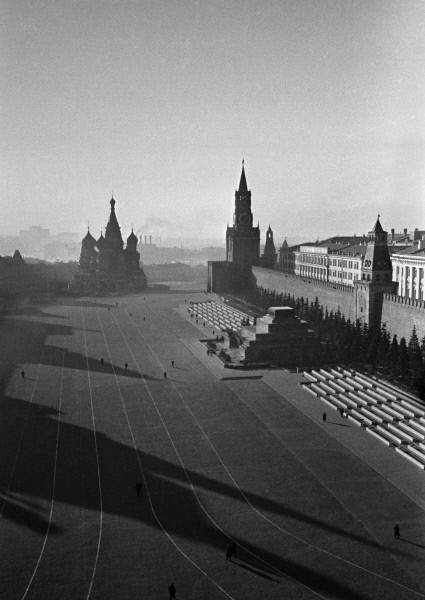
Der Rote Platz 1941

Insbesondere wurde der Platz zur Sowjetzeit zum regelmäßigen Austragungsort der Militärparaden und anderen Propaganda-Veranstaltungen: Die erste von ihnen fand bereits am 7. November 1918 statt, zum ersten Jahrestag der Revolution, und wurde von einer symbolischen Verbrennung der Strohpuppe des Zaren gekrönt. In die Geschichte ging auch die Parade am 7. November 1941 ein, mit der der damalige Staats- und Parteichef Josef Stalin die Stärke des Sowjetstaates mitten in der Schlacht um Moskau demonstrieren wollte, sowie die Parade am 24. Juni 1945 anlässlich des Sieges über Deutschland im Zweiten Weltkrieg, bei der in einer symbolischen Geste 200 Fahnen der Wehrmacht vor dem Lenin-Mausoleum niedergeworfen wurden. Seitdem finden auf dem Roten Platz pompös gestaltete Paraden zum Tag des Sieges jährlich am 9. Mai statt; mit Ausnahme der Jahre 1991 bis 1994 wurde diese Tradition bis heute fortgeführt. Zu Sowjetzeiten fanden auf dem Platz außer den Militärparaden auch andere ideologisch motivierte jährliche Feierlichkeiten statt, darunter zentral organisierte Arbeiteraufmärsche zum Tag der Arbeit an jedem 1. Mai sowie zum Jahrestag der Oktoberrevolution jährlich am 7. November.
Freilich ereigneten sich auf dem Roten Platz auch zu Sowjetzeiten nicht nur staatlich angeordnete Kundgebungen. So geriet der Platz am 25. August 1968 international in die Schlagzeilen, als dort eine Gruppe von acht Regimekritikern (auch Dissidenten genannt) eine nicht genehmigte Protestaktion gegen den kurz zuvor erfolgten Einmarsch der Truppen der Sowjetunion und anderer Ostblock-Staaten in die Tschechoslowakei veranstalteten, der als Ende des sogenannten Prager Frühlings in die Geschichte einging. Innerhalb weniger Minuten wurden die Demonstranten von der Miliz sowie Wachleuten des KGB verhaftet und abgeführt und die Plakate (u. a. „Hände weg von der ČSSR!“ oder „Freiheit für Dubček!“) beschlagnahmt. Sechs Dissidenten kamen zwei Monate später vor Gericht und erhielten wegen Verbreitung staatsfeindlicher Propaganda verschiedene Gefängnis- und Verbannungsstrafen.

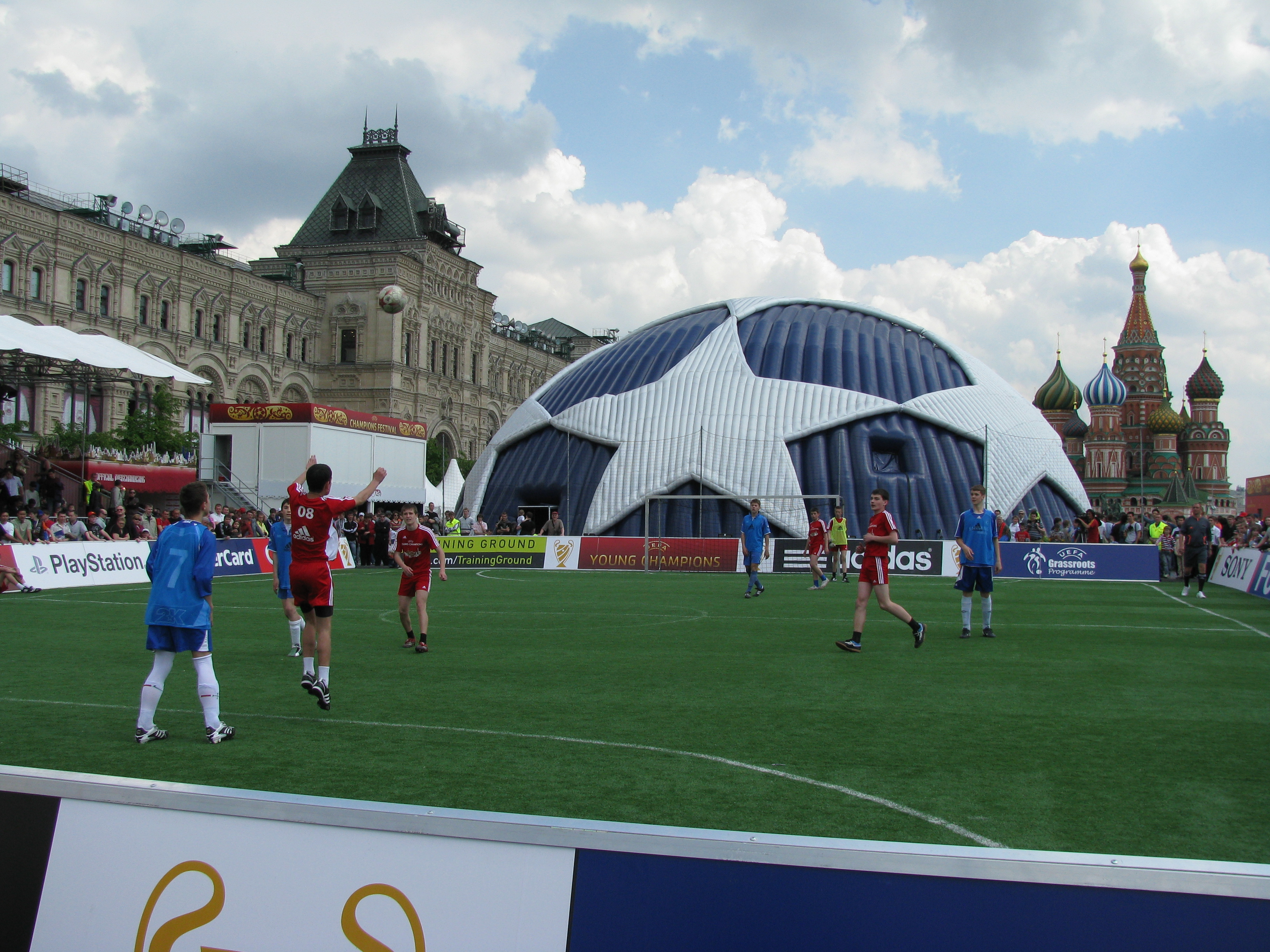
Ein Fußballfest auf dem Roten Platz am 18. Mai 2008, anlässlich des in Moskau ausgetragenen Finales der UEFA Champions League 2007/08

Am 28. Mai 1987 zog der Rote Platz erneut die Aufmerksamkeit der Weltöffentlichkeit auf sich, als der deutsche Privatpilot Mathias Rust mit einer Maschine vom Typ Cessna 172 den Platz überflog und anschließend landete, was ihm wenig später eine einjährige Inhaftierung in der Sowjetunion brachte. Allerdings ereignete sich die Landung, anders als in einigen Berichten westlicher Medien beschrieben, nicht auf dem Roten Platz selbst, sondern auf dem Basilius-Hang, der sich südlich der Basilius-Kathedrale erstreckt.
Im April 1990 wurde der Rote Platz gemeinsam mit dem Kreml in die Liste der UNESCO-Welterbestätten aufgenommen. Diese Aufnahme erfolgte auf Empfehlung des International Council on Monuments and Sites (ICOMOS), wobei für den Roten Platz insbesondere die Basilius-Kathedrale als „Meisterwerk der menschlichen Schöpferkraft“ (Kriterium 1) gewürdigt wurde. Diese Auszeichnung war eine der ersten, die von der UNESCO an Objekte auf dem Gebiet der ehemaligen Sowjetunion vergeben wurde. Heute stehen sämtliche Bauwerke am Roten Platz auf der nationalen Liste der Geschichts- und Kulturdenkmäler; ihr Schutz ist im 2002 verabschiedeten Gesetz über Objekte des Kulturerbes der Völker Russlands festgeschrieben.
Gegenwärtig gehört der Rote Platz, der unvermindert als zentraler Platz Moskaus gilt, zum Besichtigungsprogramm eines jeden Moskau-Touristen und ist nach wie vor immer wieder Schauplatz von bemerkenswerten Ereignissen: So werden hier neben den alljährlichen Siegesparaden seit den 1990er-Jahren Großveranstaltungen durchgeführt; die spektakulärsten davon waren das Konzert der Band Red Hot Chili Peppers vor etwa 200.000 Zuschauern am 14. August 1999 oder von Paul McCartney am 24. Mai 2003. Bei der Vorbereitung solcher Veranstaltungen wird der ansonsten rund um die Uhr frei zugängliche Platz für mehrere Tage im Voraus gesperrt. Seit Dezember 2006 wird in jedem Winter vor dem Eingang des Kaufhauses GUM eine öffentliche Eisbahn eingerichtet.

## Bauwerke
Nachfolgend sollen alle unmittelbar am Roten Platz liegenden Bauwerke im Uhrzeigersinn, beginnend mit dem Historischen Museum am nordwestlichen Ende des Platzes, vorgestellt werden.

### Staatliches Historisches Museum

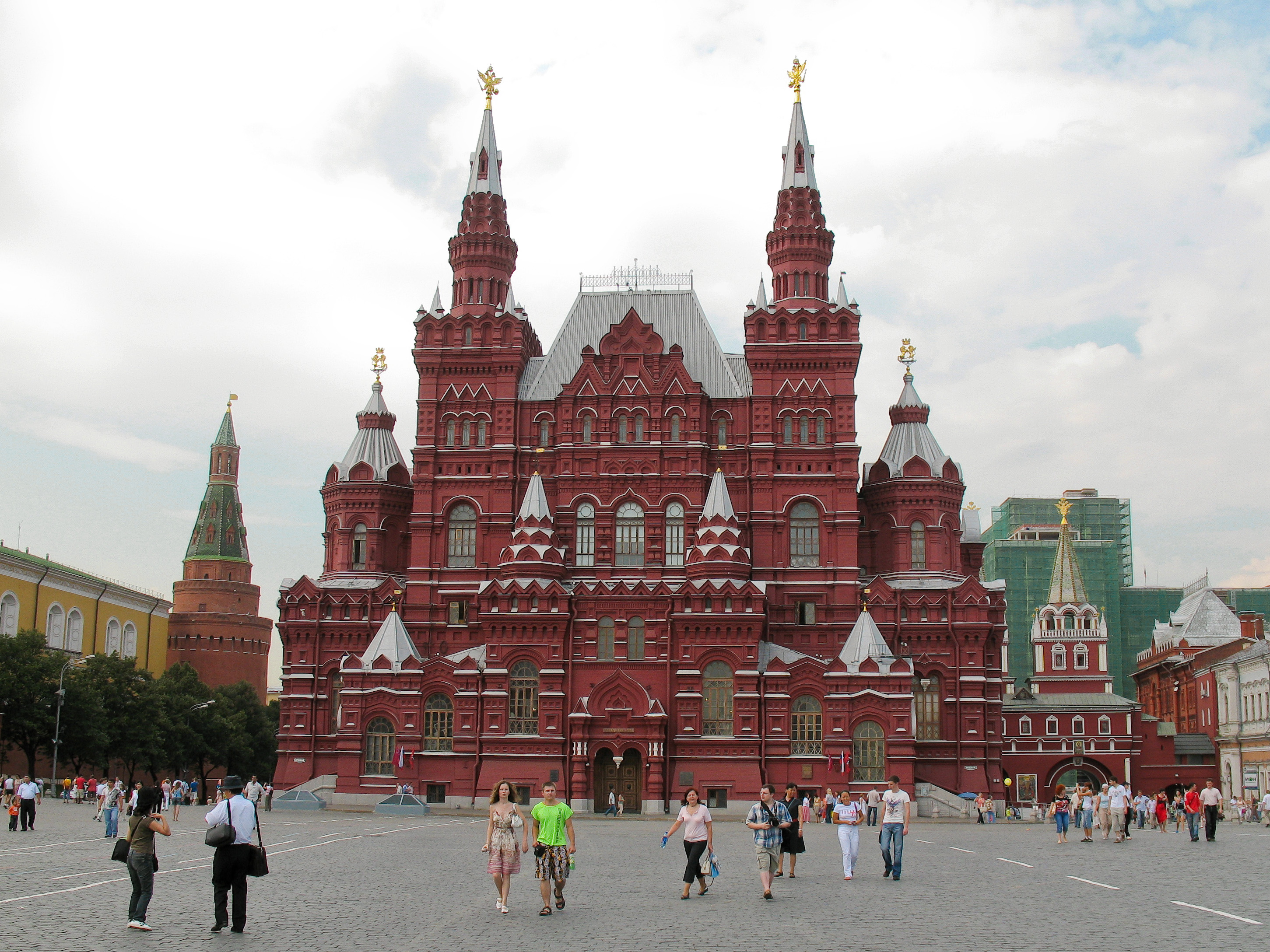
Historisches Museum

Den Abschluss des Roten Platzes von der nordwestlichen Seite her bildet das auffällige dunkelrote Gebäude des Staatlichen Historischen Museums. Es wurde in den Jahren 1875–1883 erbaut und gehört daher zu den jüngeren Bestandteilen des architektonischen Ensembles des Roten Platzes. Vor seiner Errichtung stand an dieser Stelle seit Anfang des 18. Jahrhunderts das erste Apothekengebäude Moskaus, das im Jahr 1755 umgebaut wurde und zwei Jahrzehnte lang als erster Campus der damals neugegründeten Staatlichen Moskauer Universität diente.
Das heutige Museumsgebäude wurde extra für das 1872 neu begründete Historische Museum erbaut und im Mai 1883 feierlich seiner Bestimmung übergeben. Sein Architekt war Wladimir Sherwood, der als einer der Hauptvertreter des zu seiner Zeit vielfach verwendeten „russischen Stils“, einer an traditionelle russische Baukunst angelehnten Spielart des Historismus, gilt. Entsprechend „altrussisch“ sieht das Museumsgebäude aus: Die Fassaden zieren an traditionelle russisch-orthodoxe Gotteshäuser erinnernde Bogenfenster und Ornamente, an den Seiten sind mehrere dekorative Türme angebaut, die an einige der Kremltürme erinnern, und die Form des Daches spielt an den Terem-Palast im Kreml an, eine besonders im 16. und 17. Jahrhundert bevorzugte Form des russischen Herrenhauses.
Heute ist das Historische Museum das größte und bekannteste Geschichtsmuseum in Russland. Es beherbergt in 16 Fachabteilungen insgesamt rund 4,5 Millionen Exponate zur russischen Geschichte nahezu aller Zeitepochen und veranstaltet mehrmals jährlich auch themenbezogene Sonderausstellungen. Zum Komplex des Historischen Museums gehören außer dem eigentlichen Museumsgebäude unter anderem auch die Basilius-Kathedrale sowie das zum UNESCO-Welterbe zählende Moskauer Neujungfrauen-Kloster.

### Auferstehungstor

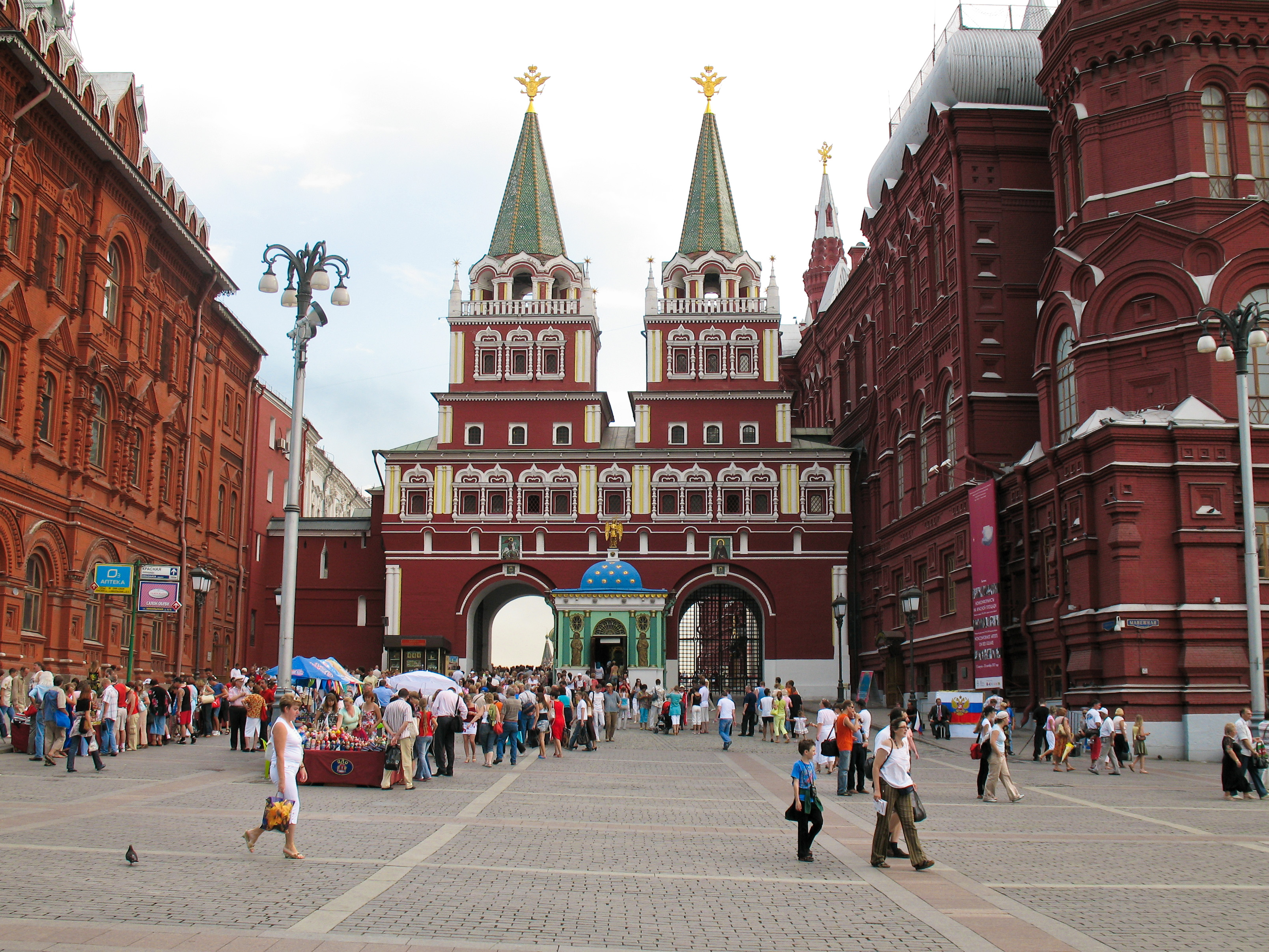
Auferstehungstor, Blickrichtung Südost

Das Auferstehungstor bildet einen der beiden Eingänge zum Roten Platz von der nordwestlichen Seite her. Dieses 1680 erstmals errichtete Bauwerk gehörte anfangs zu der Befestigungsanlage des Kitai-Gorod. Es besteht in seinem Basisteil aus zwei bogenförmigen Portalen, die auf symmetrische Weise von zwei rechteckigen Türmen gekrönt werden, deren Spitzen stark an die Kremltürme erinnern. Ursprünglich stellte das Auferstehungstor einen Teil des architektonischen Ensembles am nördlichen Ende des Roten Platzes dar, das neben dem Tor das angegliederte Gebäude der Gouvernementverwaltung (siehe unten) sowie das nicht mehr erhaltene Apothekengebäude, das Ende des 19. Jahrhunderts dem Historischen Museum weichen musste, beinhaltete. In den Zeiten des Russischen Zarenreichs diente das Tor vor allem bei großen Feierlichkeiten als symbolisches Eingangstor zum Herzen Moskaus: So passierten die Zaren bei ihren Krönungsfeiern stets das Tor, bevor die Krönung auf dem Roten Platz vor dem Volk proklamiert wurde.
Im Jahr 1931 ließ die neue Staatsmacht das Tor abbauen, damit es bei großen Militärparaden auf dem Roten Platz die Durchfahrt der Militärtechnik nicht behinderte. Das heutige Tor ist dessen weitgehend originalgetreuer Nachbau und stammt aus dem Jahr 1996. Zwischen den beiden Portalen an der Nordseite des Tores wurde zur gleichen Zeit die ursprünglich 1781 errichtete Kapelle der Gottesmutter-Ikone von Iviron (Икона Божией Матери Иверская) nachgebaut. Für diese Kapelle wurde auf Athos, wo sich das Kloster Iviron befindet, ein neues Exemplar der Ikone angefertigt.

### Ehemalige Gouvernementverwaltung

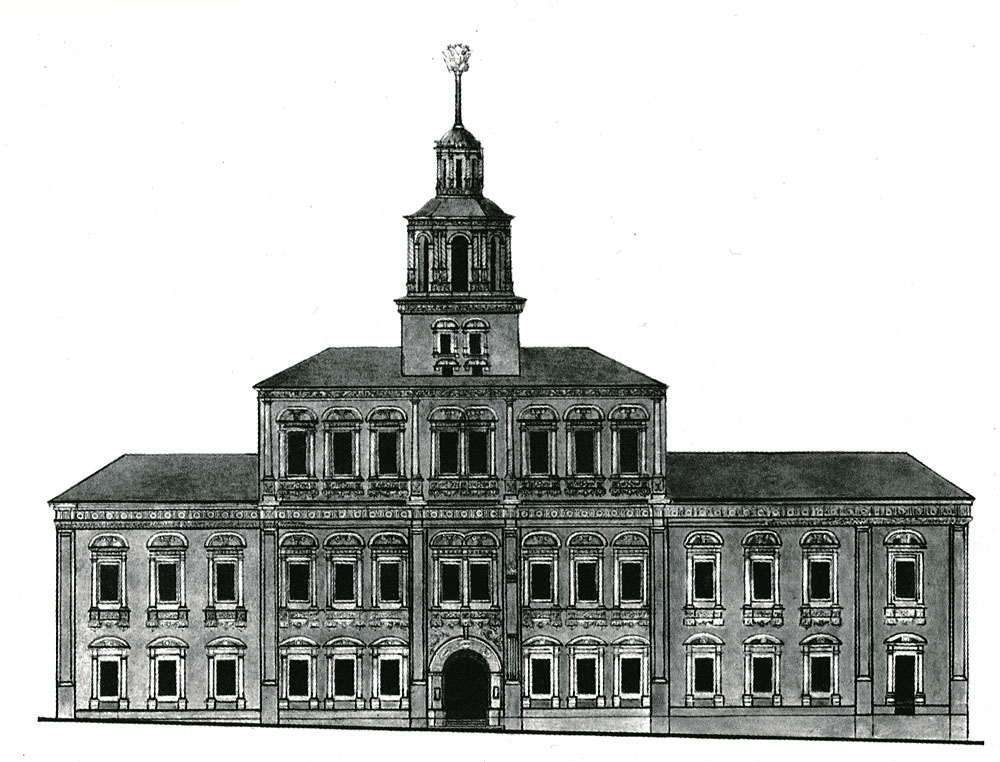
Originalskizze des wiederaufgebauten Gebäudes der Gouvernementverwaltung von Joseph Bové

Das zwischen dem Auferstehungstor und der Kasaner Kathedrale stehende Gebäude gehört zu den weniger auffälligen Bauten des Roten Platzes. Es wurde in den Jahren 1733 bis 1740 erbaut und diente seitdem längere Zeit als Hauptsitz der Verwaltung der Stadt Moskau sowie des Moskauer Gouvernements (letzterer entspricht räumlich teilweise der heutigen Oblast Moskau). Vom Krieg gegen Napoleon 1812, bei dem große Teile Moskaus zerstört wurden, wurde auch das Gouvernementverwaltungsgebäude nicht verschont. In den 1810er-Jahren wurde es dann unter Leitung des Architekten Joseph Bové wiedererrichtet, der am damaligen Wiederaufbau der Stadt maßgeblich beteiligt war. Im Zuge dieses Wiederaufbaus wurde an das Dach des Hauses ein Turm angebaut, der lange Zeit als Beobachtungsturm für eine Feuerwache diente. Anfang des 20. Jahrhunderts wurde dieser Turm jedoch wieder abgebaut.

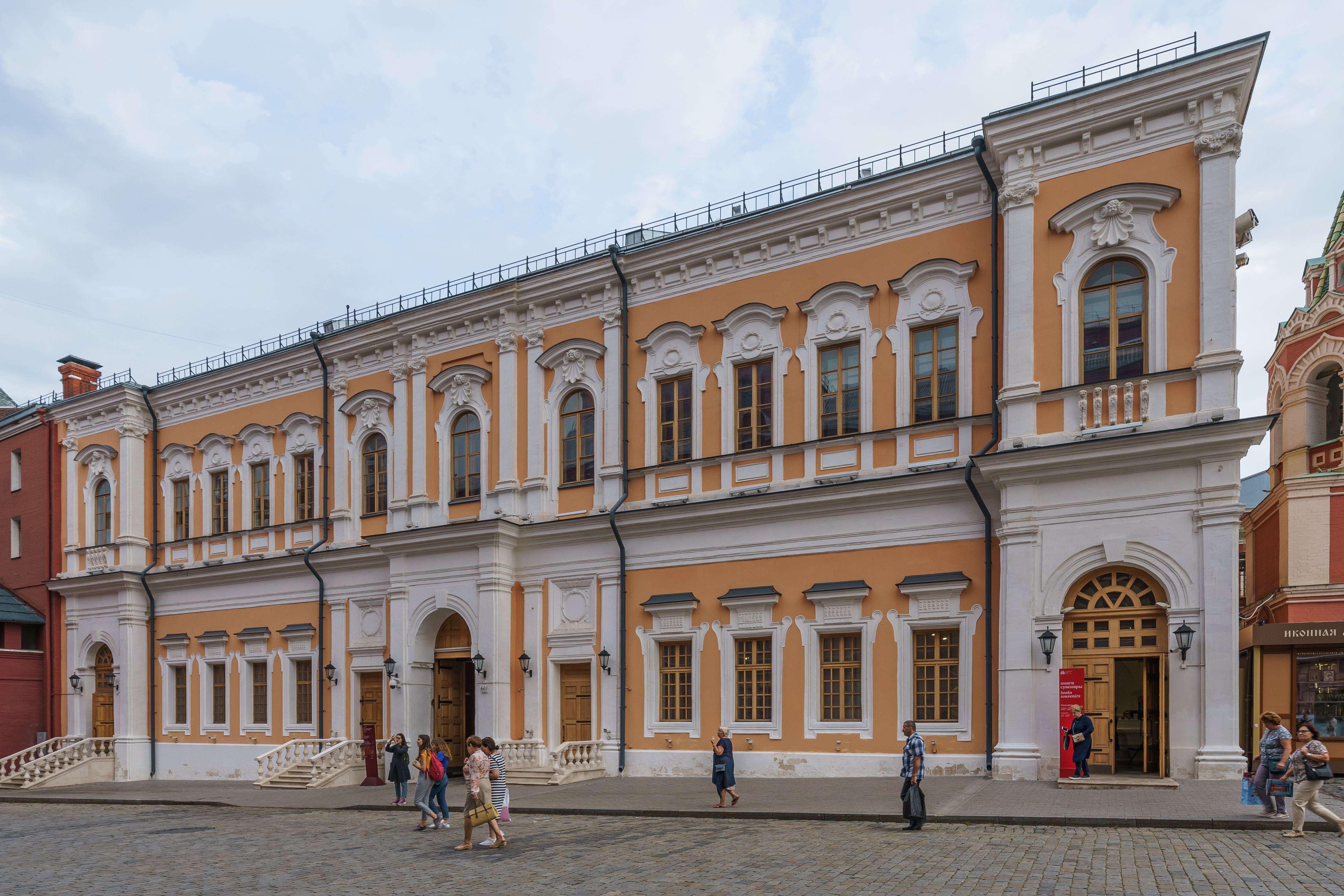
Das Gebäude heute

Im Innenhof des ehemaligen Gouvernementverwaltungsgebäudes ist bis heute der alte Bau der staatlichen Münzprägeanstalt erhalten geblieben. Dieser wurde 1697 auf Erlass Peter des Großen errichtet und beherbergte seitdem noch knapp ein Vierteljahrhundert lang, bevor das Geldemissionswesen des Zarenreichs im Wesentlichen nach Petersburg verlagert wurde, eine Produktionsstätte für Silbermünzen. Nach dem Ende der Münzprägung wurde das in seinem unteren Teil fensterlose Gebäude im 18. Jahrhundert zeitweise als Schuldturm für zahlungsunfähige Kaufleute genutzt. Heute gehören sowohl das ehemalige Gebäude der Gouvernementverwaltung als auch die alte Münzprägeanstalt zum benachbarten Historischen Museum.

### Kasaner Kathedrale

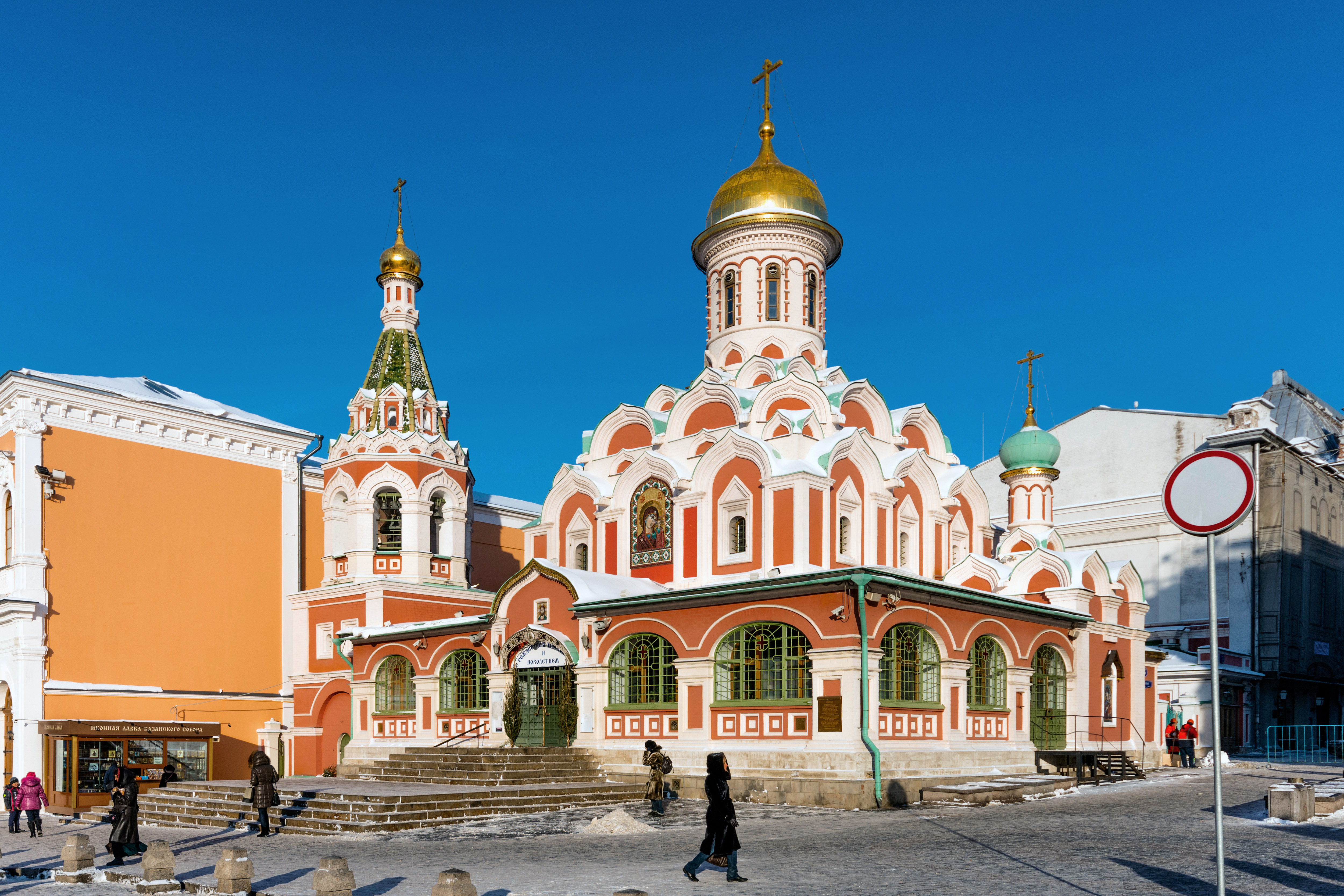
Kasaner Kathedrale

Die Kasaner Kathedrale steht gleich rechts neben dem ehemaligen Gouvernementverwaltungshaus, an der Ecke des Roten Platzes und der Nikolskaja-Straße. Die heutige Kathedrale ist ein Nachbau aus dem Jahr 1993. Ursprünglich befand sich an dieser Stelle bereits seit den 1620er-Jahren eine Kirche, zunächst eine hölzerne, ab 1636 dann eine steinerne.
Ihren Namen verdankt die Kasaner Kathedrale der von russisch-orthodoxen Gläubigen seit Jahrhunderten verehrten Ikone der Gottesmutter von Kasan. Da laut einer Legende genau diese Ikone dem russischen Volksheer, angeführt von den Nationalhelden Kusma Minin und Dmitri Poscharski, im Jahre 1612 den Sieg über die polnisch-litauischen Besatzer Moskaus gebracht haben soll, stiftete der gläubige Fürst Poscharski wenige Jahre nach dem Sieg die auf diese Ikone geweihte Kathedrale. Dies entsprach der damals üblichen russischen Tradition, zum Andenken an historisch wichtige Siege Russlands Kirchen zu bauen – auch die zuvor errichtete Basilius-Kathedrale (siehe unten) wurde beispielsweise seinerzeit als Dank für das Bezwingen der Tataren erbaut.
Im 17. und 18. Jahrhundert gehörte die Kasaner Kathedrale am Roten Platz zu den wichtigsten Moskauer Gotteshäusern und war insbesondere an den Jahrestagen des Sieges über Polen-Litauen Schauplatz feierlicher Kreuzprozessionen, die vom Patriarchen und dem Zaren angeführt wurden.
Im Jahre 1936 wurde die Kathedrale, genauso wie eine Vielzahl anderer Moskauer Gotteshäuser, auf Geheiß Josef Stalins abgerissen. Erst Anfang der 1990er-Jahre begann der von der Öffentlichkeit mehrfach geforderte Wiederaufbau, der 1993 abgeschlossen wurde. Damit war die Kasaner Kathedrale eines der ersten zu Sowjetzeiten zerstörten Gotteshäuser in Moskau, die in den 1990er-Jahren wiederaufgebaut wurden.

### Warenhaus GUM

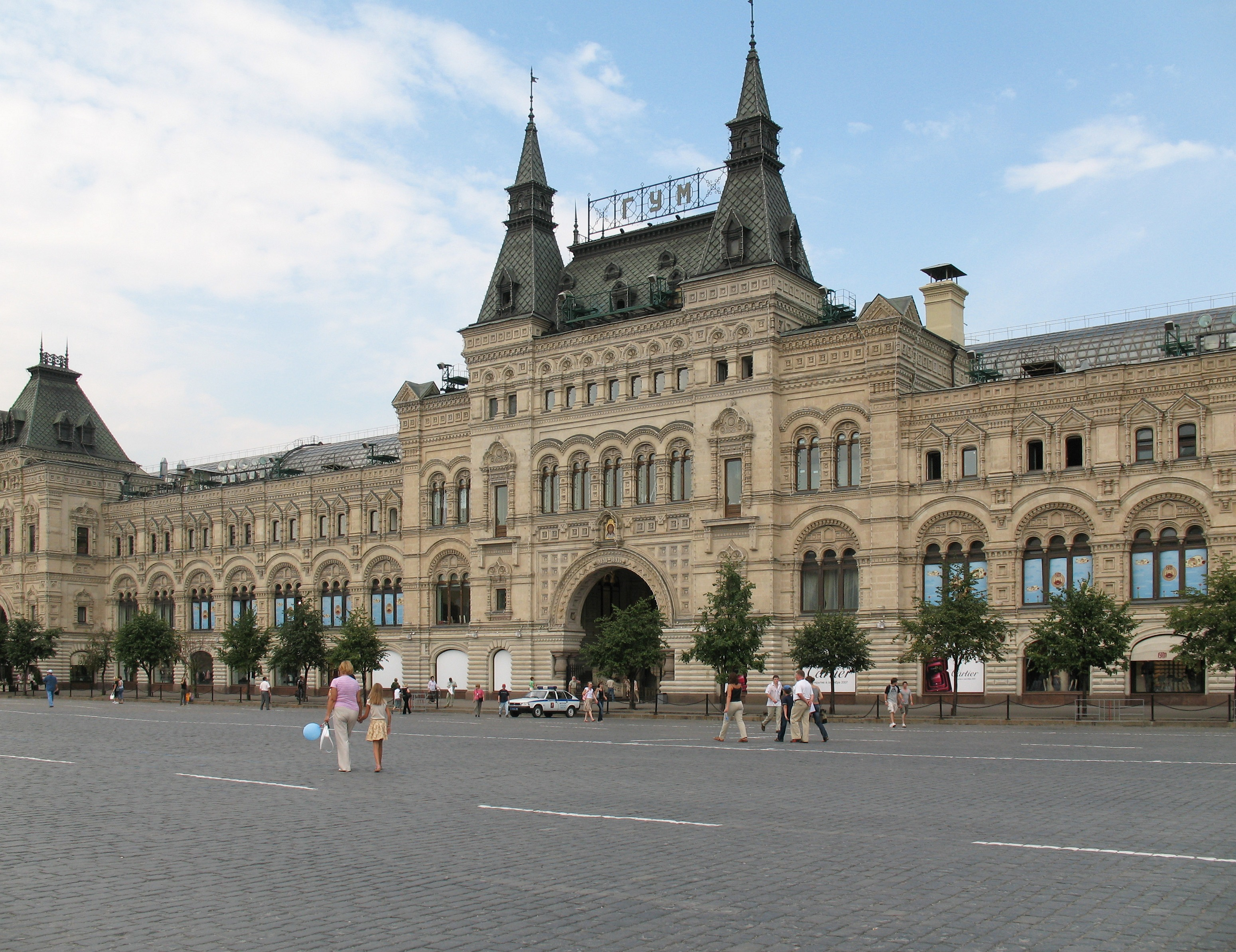
Warenhaus GUM

Das Gebäude des Warenhauses GUM an der östlichen Platzseite nimmt den gesamten Abschnitt zwischen der Nikolskaja- und der Iljinka-Straße ein. Aufgrund seiner Lage direkt am Roten Platz, seiner beachtlichen Größe – die Verkaufsfläche beträgt rund 35.000 m² – und der markanten Architektur ist das GUM international das wohl bekannteste Einkaufszentrum in Russland.
Das GUM-Gebäude wurde im Jahr 1893 erbaut und löste damals ein Gebäude ab, in dem sich seit 1815 die Oberen Handelsreihen (Верхние торговые ряды) befanden – ein großzügiges Empire-Gebäude, das einen großen Teil der Handelsaktivitäten Kitai-Gorods unter einem Dach vereinte. Nachdem dieses Bauwerk bereits Mitte des 19. Jahrhunderts zunehmend verfiel, gab es immer wieder Planungen für ein Ersatzgebäude. Diese konnten jedoch aufgrund organisatorischer Schwierigkeiten erst in den 1890er-Jahren umgesetzt werden, wofür extra eine Aktiengesellschaft gegründet und ein Ideenwettbewerb unter Architekten ausgeschrieben wurde. Diesen gewann ein Projekt des Sankt Petersburger Architekturprofessors Alexander Pomeranzew sowie des bisweilen wenig bekannten Ingenieurs Wladimir Schuchow. Der Bau der neuen Handelsreihen dauerte von 1890 bis 1893. Als sie am 2. Dezember 1893 feierlich eröffnet wurden, vermochte das neue Bauwerk die russische und auch die ausländische Öffentlichkeit nicht nur mit einem beispiellosen Sortiment an allerlei Konsumgütern zu beeindrucken, sondern auch mit einer für das damalige Russland völlig neuartigen gläsernen Dachkonstruktion der drei Passagen, die von Schuchow entworfen und unter Einsatz von rund 60.000 Glasscheiben errichtet wurde. Äußerlich wurde das Gebäude, wie bereits ein Jahrzehnt zuvor das benachbarte Historische Museum, im russisch-historistischen Stil gehalten, mit einem an typische Bojaren-Paläste des 16. Jahrhunderts angelehnten Dachgiebel, zwei dekorativen Türmen in Anlehnung an den Kreml und einer an altrussische Bauwerke erinnernden Hauptfassade.
Während der Sowjetzeit durchlebten die neuen Oberen Handelsreihen eine wechselvolle Geschichte: 1921 erhielten sie ihren heutigen Namen GUM (damals stand diese Abkürzung für Gossudarstwenny Uniwersalny Magasin – „Staatliches Kaufhaus“, heute steht sie für Glawny Uniwersalny Magasin – „Hauptkaufhaus“), Anfang der 1930er-Jahre wurden sie für zwei Jahrzehnte geschlossen und dienten als Büro- und Wohngebäude, und von Ende 1953 bis zum Zusammenbruch des Sowjetstaates galt das GUM als eine Art Vorzeige-Kaufhaus mitten in der realsozialistischen Mangelwirtschaft. In den 1990er-Jahren wurde das GUM privatisiert und gründlich renoviert und präsentiert sich heute den Einheimischen und Touristen als edles Einkaufszentrum, das von Boutiquen der gehobenen Preisklassen geprägt wird.

### Ehemaliges Großhandelsgebäude

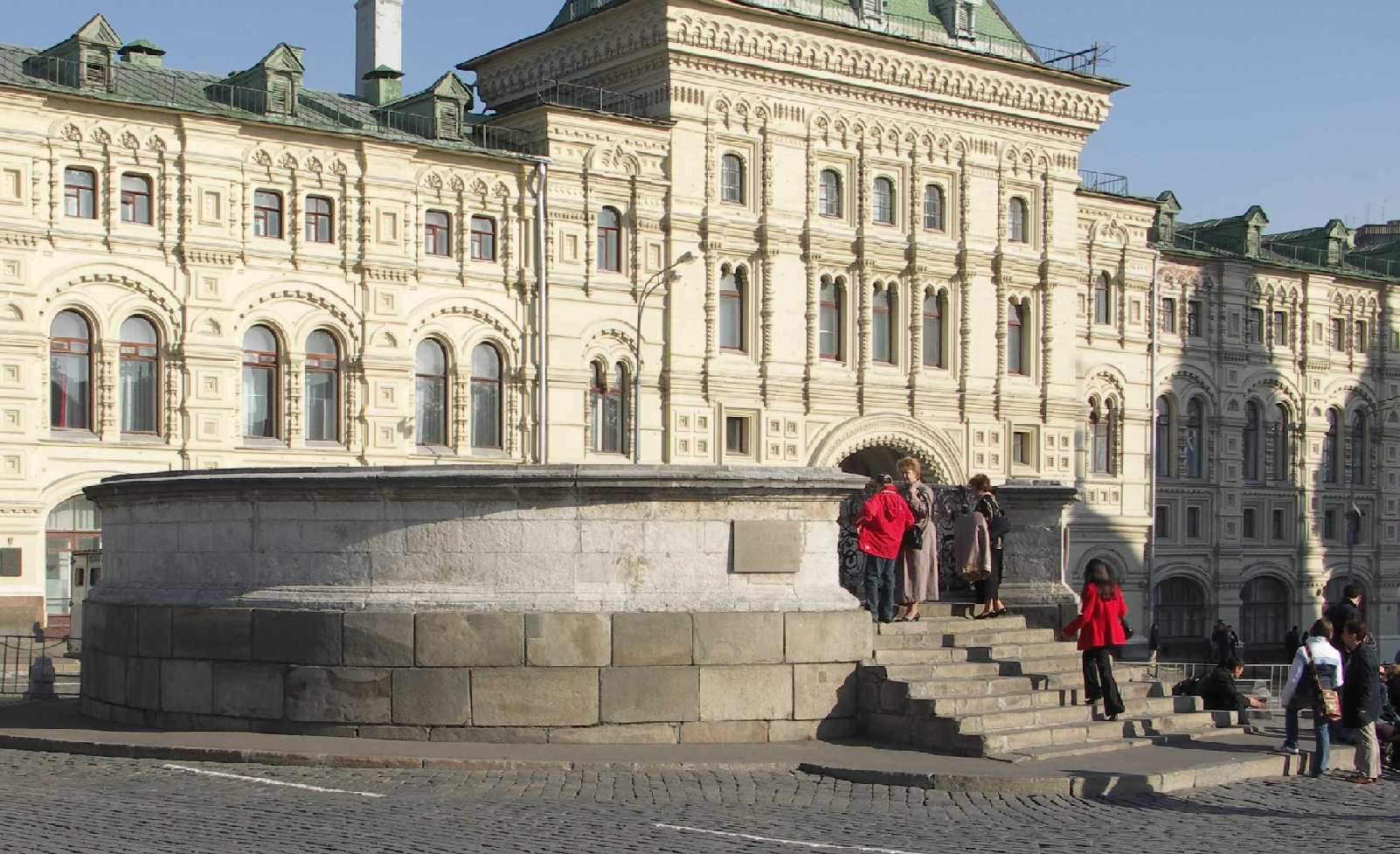
Das ehemalige Großhandelsgebäude, im Vordergrund das Lobnoje Mesto

Das Gebäude am östlichsten Punkt des Platzes, an der Ecke zur Iljinka-Straße, steht genau dort, wo sich noch im 17. Jahrhundert die sogenannten Mittleren Handelsreihen (Средние торговые ряды) befanden. Diese waren – neben den Oberen Handelsreihen, wo das heutige Kaufhaus GUM steht – ein Teil all jener Marktreihen, die das an den Roten Platz angrenzende Kitai-Gorod geprägt hatten. Die massenhafte Ansammlung diverser Marktstände, Buden und selbstgebauter Holzhütten wurde Ende des 18. Jahrhunderts erstmals von einem extra für den Handel errichteten Gebäudekomplex abgelöst, dessen Autorenschaft dem italienischen Baumeister Giacomo Quarenghi zugeschrieben wird. Im Krieg von 1812 brannten diese Bauten jedoch ab und wurden wenige Jahre später von Joseph Bové neu erbaut – das damals entstandene Gebäude der Mittleren Handelsreihen ist bis heute erhalten und steht an der Iljinka-Straße wenige Hundert Meter östlich des Roten Platzes.
Das Großhandelsgebäude am Roten Platz entstand indes erst im Jahre 1894, gleichzeitig mit dem Bau des heutigen Kaufhauses GUM. Da es hierbei von Anfang an als Ergänzung zu diesem geplant wurde – während die Oberen Reihen den Einzelhandel beherbergen sollten, war das Haus rechts davon für den Großhandel reserviert – überrascht es nicht, dass beide Gebäude architektonisch sehr ähnlich aussehen, mit einer an altrussische Prunkbauten des 15. und 16. Jahrhunderts angelehnten Fassade. Der Architekt des Gebäudes war Roman Klein, der Ende des 19. Jahrhunderts auch zahlreiche andere bekannte Moskauer Bauwerke erschuf, darunter das Puschkin-Museum.
Nach der Machtübernahme durch die Kommunisten diente das Gebäude nicht mehr als Handelshaus, sondern als Sitze verschiedener Behörden. Bis zuletzt gehörte es dem russischen Militär. Anfang 2007 wurden vier Innenbauten der ehemaligen Handelsreihen abgetragen und werden gegenwärtig neu erbaut; geplant ist, das gesamte Gebäude originalgetreu zu rekonstruieren und in ihm ein exklusives Hotel einzurichten. Diese Baumaßnahmen wurden in jüngster Zeit sowohl von russischen als auch von ausländischen Medien als Umgehung des Denkmalschutzes durch geschickte Ausnutzung einer Gesetzeslücke kritisiert.

### Lobnoje Mesto
Bei dem sogenannten Lobnoje Mesto (Лобное место) handelt es sich um ein rundes, tribünenartiges Bauwerk aus weißem Stein im südöstlichen Teil des Platzes vor der Basilius-Kathedrale. Zugleich ist es einer der nachweislich ältesten bis heute erhaltenen Bauten auf dem Platz: Erstmals wurde er im Jahr 1549 erwähnt, als dort der damals 19-jährige Zar Iwan IV. „der Schreckliche“ eine Rede hielt. Somit muss das Lobnoje Mesto von Anfang an als Tribüne gedacht worden sein, von der aus vor allem Zarenerlasse an das Volk verkündet wurden. Der Name Lobnoje Mesto könnte wörtlich als „Stirn-“ oder auch „Schädelstätte“ (und somit als wörtliche Übersetzung von Golgota) verstanden werden, hat jedoch anderen Hypothesen zufolge nichts mit einer Stirn zu tun, sondern mit seiner Lage nahe dem Lob, wie im mittelalterlichen Russland ein steiles Flussufer bezeichnet wurde.

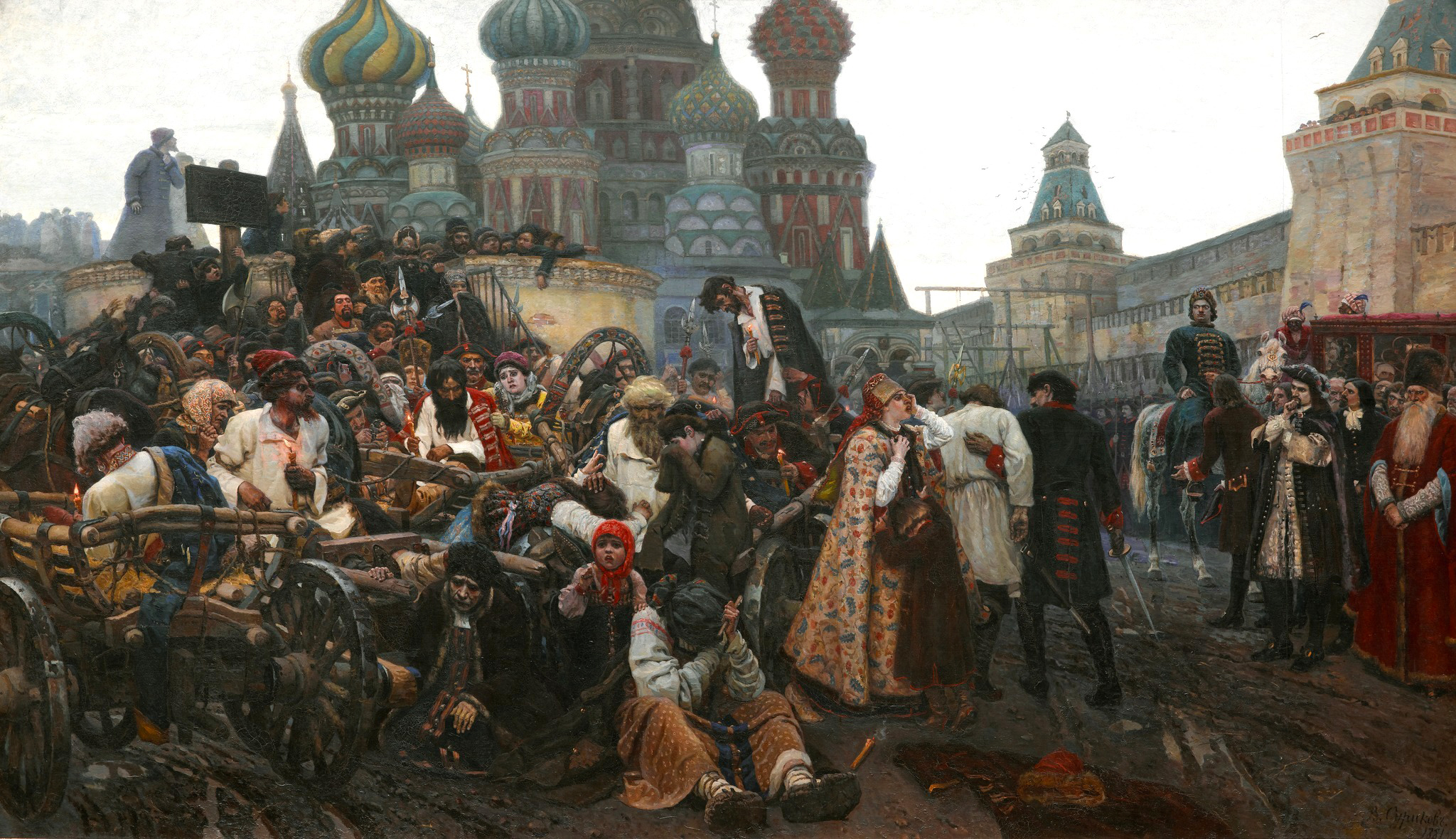
Das Gemälde „Am Morgen der Hinrichtung der Strelizen“ von Wassili Surikow. Das Lobnoje Mesto ist links vor der Basilius-Kathedrale zu sehen.

Überlieferungen zufolge war die Tribüne am Roten Platz ursprünglich aus Holz gebaut worden; der heutige steinerne Bau mit einem Tor aus Eisengitter stammt aus den späten 1590er-Jahren. Im Laufe der Zeit wurde das Lobnoje Mesto nicht nur als Tribüne für staatliche Ankündigungen und Bekanntmachungen genutzt, sondern auch als Mittelpunkt feierlicher Ereignisse: So hielten hier bei feierlichen Gottesdiensten am Roten Platz Zaren sowie Patriarchen der Russisch-Orthodoxen Kirche Ansprachen an das Volk. Zugleich wurde das Lobnoje Mesto auch als Schauplatz von Hinrichtungen berüchtigt, wobei diese allerdings nicht direkt auf der Tribüne, sondern einige Meter davon entfernt durchgeführt wurden. Zu den spektakulärsten Exekutionen am Lobnoje Mesto zählen die Vierteilung des aufständischen Bauernführers Stenka Rasin im Jahr 1671 sowie die Massenhinrichtungen aufständischer Strelizen Ende der 1690er-Jahre. 1768 wurde neben dem Lobnoje Mesto die Serienmörderin Darja Saltykowa vor ihrer Inhaftierung öffentlich an den Pranger gestellt.
Nach dem Umzug der Zarenhauptstadt nach Sankt Petersburg verlor das Lobnoje Mesto seine Funktion als Tribüne der Zaren und gilt seither als Denkmal. 1786 wurde es nach einem Entwurf des Architekten Matwei Kasakow umgebaut und einige Meter in östliche Richtung verschoben.

### Minin-und-Poscharski-Denkmal

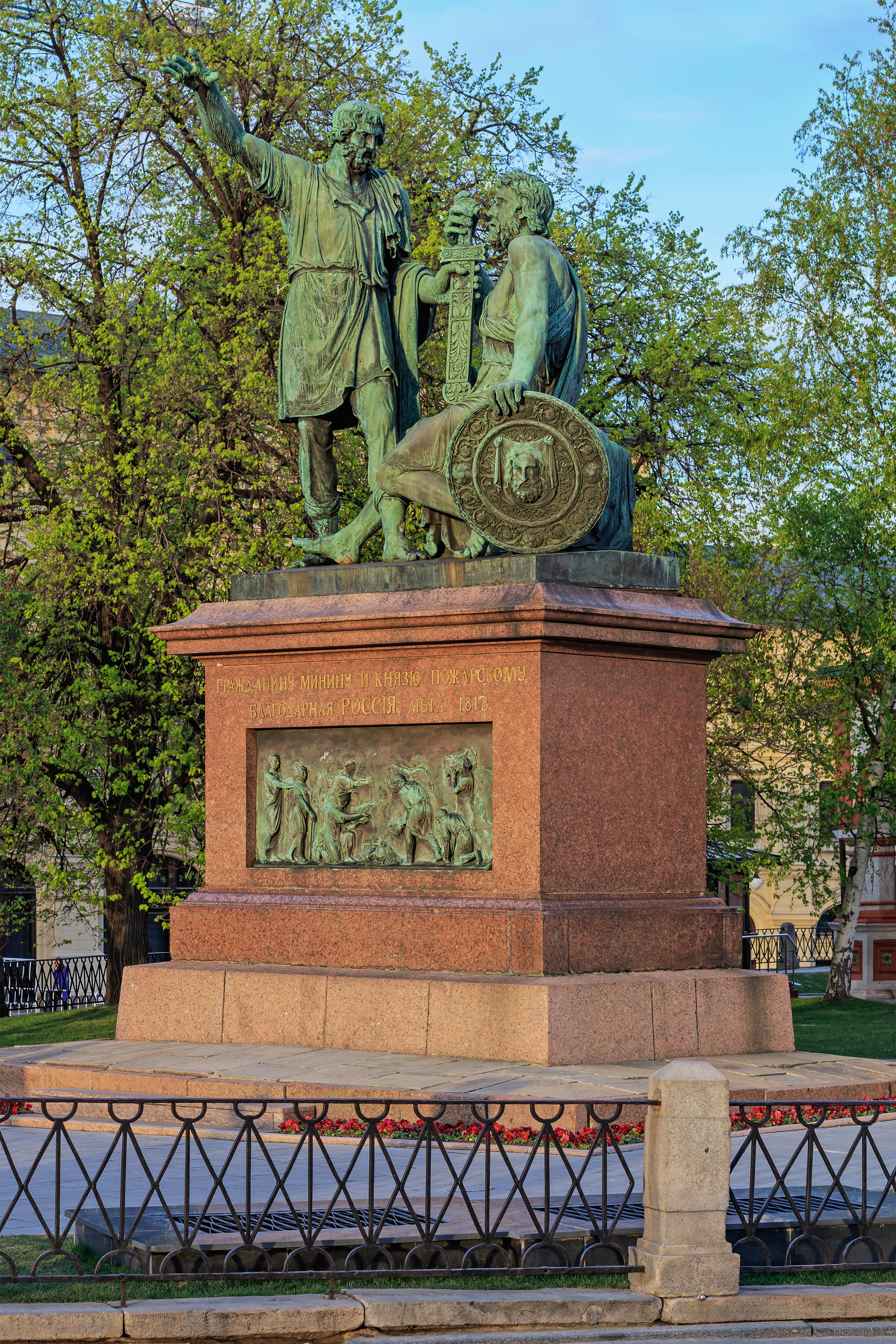
Denkmal für Minin und Poscharski

Direkt vor der Basilius-Kathedrale steht das in den Jahren 1812 bis 1818 errichtete Denkmal für die beiden russischen Nationalhelden Kusma Minin und Fürst Dmitri Poscharski. Genauso wie die vom letzteren seinerzeit gestiftete Kasaner Kathedrale im nördlichen Teil des Platzes, erinnert auch dieses Denkmal an die Befreiung Moskaus von den polnisch-litauischen Besatzungstruppen im Jahr 1612, zu der das von Minin und Poscharski angeführte Volksheer einen entscheidenden Beitrag leistete. Bis heute wird an diesen für das russische Zarentum wichtigen Sieg jährlich am 4. November erinnert, seit 2005 ist dieser Tag als Tag der Einheit des Volkes wieder einer der offiziellen Nationalfeiertage in Russland.
Das 20 Tonnen wiegende Denkmal aus Bronze, das seinerzeit vollständig aus Spendengeldern finanziert wurde, entstammt einem Entwurf des Bildhauers Iwan Martos. Es wurde, nach einer fast 15-jährigen Planungs- und Bauzeit, im Februar 1818 in einer feierlichen Zeremonie enthüllt. Da zu dieser Zeit der Sieg Russlands im Krieg gegen Napoleon fünf Jahre zurücklag und der Wiederaufbau Moskaus gerade abgeschlossen worden war, wurde das Denkmal bei seiner Aufstellung als ein Symbol für die Unbesiegbarkeit des russischen Staates und das Heldentum seiner Söhne gefeiert. Ursprünglich stand die Skulptur allerdings nicht vor der Basilius-Kathedrale, sondern vor dem heutigen Kaufhaus GUM in Höhe des Haupteingangs. Erst 1930 wurde sie an die heutige Stelle verlegt, um mehr Platz für Militärparaden und Großdemonstrationen zu schaffen.

### Basilius-Kathedrale

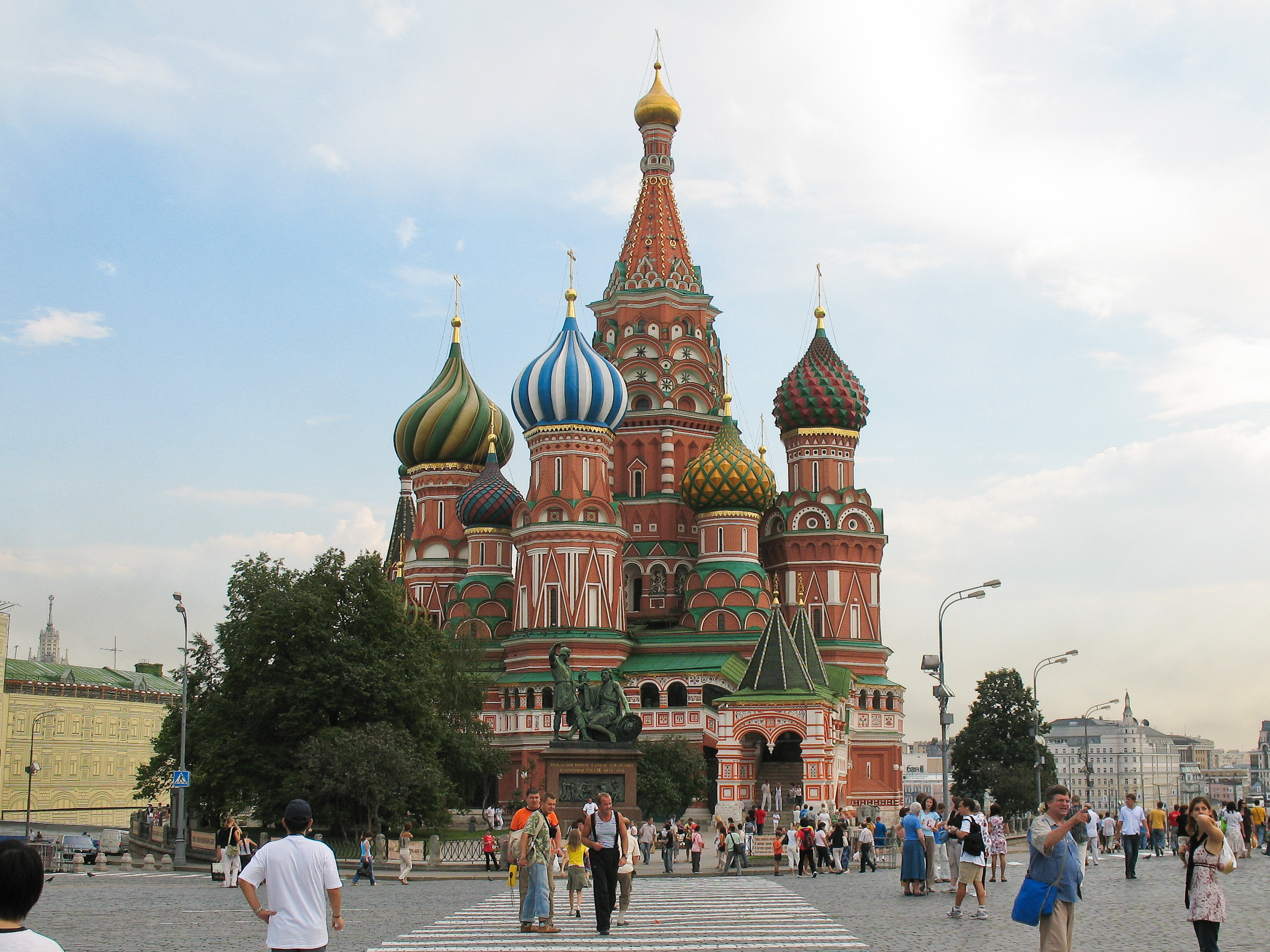
Basilius-Kathedrale

Die den Platz an der Südseite begrenzende Basilius-Kathedrale ist zweifellos das berühmteste Bauwerk aus dem Ensemble des Roten Platzes und gilt als eines der Moskauer Wahrzeichen. Ihr voller Name ist eigentlich Mariä-Schutz-und-Fürbitte-Kathedrale am Graben. Einst war sie das Hauptgotteshaus der Zarenhauptstadt, heute ist die Kathedrale in ihrer Hauptfunktion ein Museum, das zum Komplex des gegenüberliegenden Staatlichen Historischen Museums gehört. Seit Anfang der 1990er-Jahre werden in unregelmäßigen Abständen aber auch Gottesdienste in der Basilius-Kathedrale durchgeführt.
Mitte des 16. Jahrhunderts stand exakt an der Stelle der Basilius-Kathedrale die hölzerne Kirche der Heiligen Dreifaltigkeit, die auch dem Platz zeitweise seinen Namen gab. 1555 verfügte der damalige Zar Iwan der Schreckliche, an dieser Stelle ein monumentales Gotteshaus zu errichten, das ein Zeichen des Dankes an die Gottesmutter für den drei Jahre zuvor erlangten Sieg des Zarentums Russland über das Khanat Kasan sein sollte – entsprechend der damaligen Tradition, Gotteshäuser zum Gedenken an militärische Siege bauen zu lassen. Die hölzerne Kirche wurde daraufhin abgetragen und bis 1561 an dieser Stelle die heutige Kathedrale aus Stein errichtet, womit sie auch eines der ältesten Bauten auf dem Platz ist. Ihren bis heute geläufigeren Namen erhielt die Kathedrale in Andenken an Basilius den Seligen, einem damals auch von Zar Iwan sehr verehrten Narren, der um 1552 verstorben war und auch nahe der Kathedrale beigesetzt wurde. Über die Architekten der Kathedrale, Barma und Postnik Jakowlew (laut einigen Hypothesen handelt es sich hierbei in Wirklichkeit um ein und dieselbe Person), ist fast nichts überliefert.
Von der Fertigstellung der Kathedrale bis zum Umzug der Zarenhauptstadt aus Moskau nach Petersburg war sie das wichtigste Kirchengebäude der Stadt und zu allen großen orthodoxen Festen Schauplatz feierlicher Gottesdienste. In ihrer Geschichte war die Kathedrale mehrmals von Zerstörung bedroht: So soll einer Legende nach Napoleon Bonaparte beim Rückzug aus Moskau im Jahr 1812 die Sprengung der Kathedrale befohlen haben, jedoch löschte ein plötzlicher Wolkenbruch die bereits gezündeten Lunten. 1918, nach der Oktoberrevolution, wurde die Kathedrale von der neuen Staatsmacht geschlossen und ihr damaliger Vorsteher hingerichtet. Auch damals gab es Abrisspläne für die Kathedrale, nur der persönliche Einsatz des mit der Vorbereitung des Abrisses beauftragten Architekten Pjotr Baranowski gegen die Pläne verhinderte letztlich deren Umsetzung.
Auffällig an der Kathedrale ist vor allem ihre asymmetrische Architektur, die sie von den meisten anderen russisch-orthodoxen Kirchenbauten stark unterscheidet. Das zentrale Element des Hauses sind seine neun Kirchtürme mit bunt bemalten zwiebelförmigen Kuppeln, die in der Größe und Farbgebung zum Teil sehr unterschiedlich gestaltet sind. Letzteres hat gleichzeitig den Effekt, dass das Gebäude keine Hauptfassade hat und deshalb dem Betrachter von jeder Seite aus einen ungewöhnlichen Anblick bietet. Ursprünglich aus weißem Stein gebaut, wurde die Kathedrale Mitte des 17. Jahrhunderts bei einem Umbau stellenweise mit roten Ziegeln verziert, was ihr bis heute die auffällige farbliche Heterogenität gibt. Auch innen ist die Kathedrale mit einem labyrinthähnlichen System von Gängen und Galerien sehr imposant gestaltet. Sehenswert sind außerdem die Wandmalereien aus dem 16. und 17. Jahrhundert im Saal unter dem höchsten Turm.

### Östliche Kremlmauer

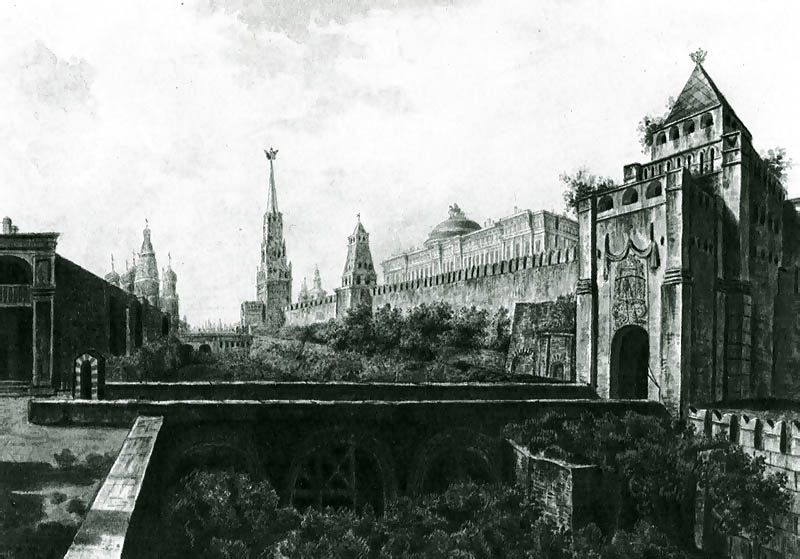
Der zugewachsene Alewis-Graben kurz vor seiner Überbauung. Eine Zeichnung von Fjodor Alexejew, um 1800

Der entlang des Roten Platzes verlaufende östliche Abschnitt der Schutzmauer des Kremls hatte von Anfang an die folgende Besonderheit: War der Kreml von seiner südlichen Seite aus nicht nur durch die Mauer, sondern auch durch den Fluss Moskwa und vom Westen bzw. Nordwesten durch die (heute nur noch unterirdisch fließende) Neglinnaja von der Außenwelt abgeschirmt, so war seine Mauer im Bereich ihres östlichen, zu Kitai-Gorod hin gewandten Abschnitts nicht zusätzlich durch natürliche Hindernisse geschützt. Da die Festung folglich von ihrer östlichen Seite als potenziell besonders gefährdet galt, ist die Mauer in diesem Bereich mit bis zu 19 Metern besonders hoch. Um die Verteidigungsfähigkeit des Kremls gegen häufige Angriffe noch zusätzlich zu steigern, wurde Anfang des 16. Jahrhunderts entlang seiner östlichen Mauer ein künstlicher Wassergraben von gut 30 Meter Breite und etwa 12 bis 13 Meter Tiefe erschaffen. Dieser als Alewis-Graben (Алевизов ров, nach seinem Erbauer Alewis dem Neuen benannt) bezeichnete Verbindungsgraben zwischen der Neglinnaja und der Moskwa existierte noch bis zum Anfang des 19. Jahrhunderts, als er nicht mehr für nötig befunden und zugeschüttet wurde. Von den drei Kremltürmen, die am Roten Platz stehen, verfügen zwei über Eingangstore, zu denen früher eigens dafür erbaute Brücken über den Alewis-Graben führten. Heute erinnert an der östlichen Kremlmauer nichts mehr an den Graben und diese Brücken.

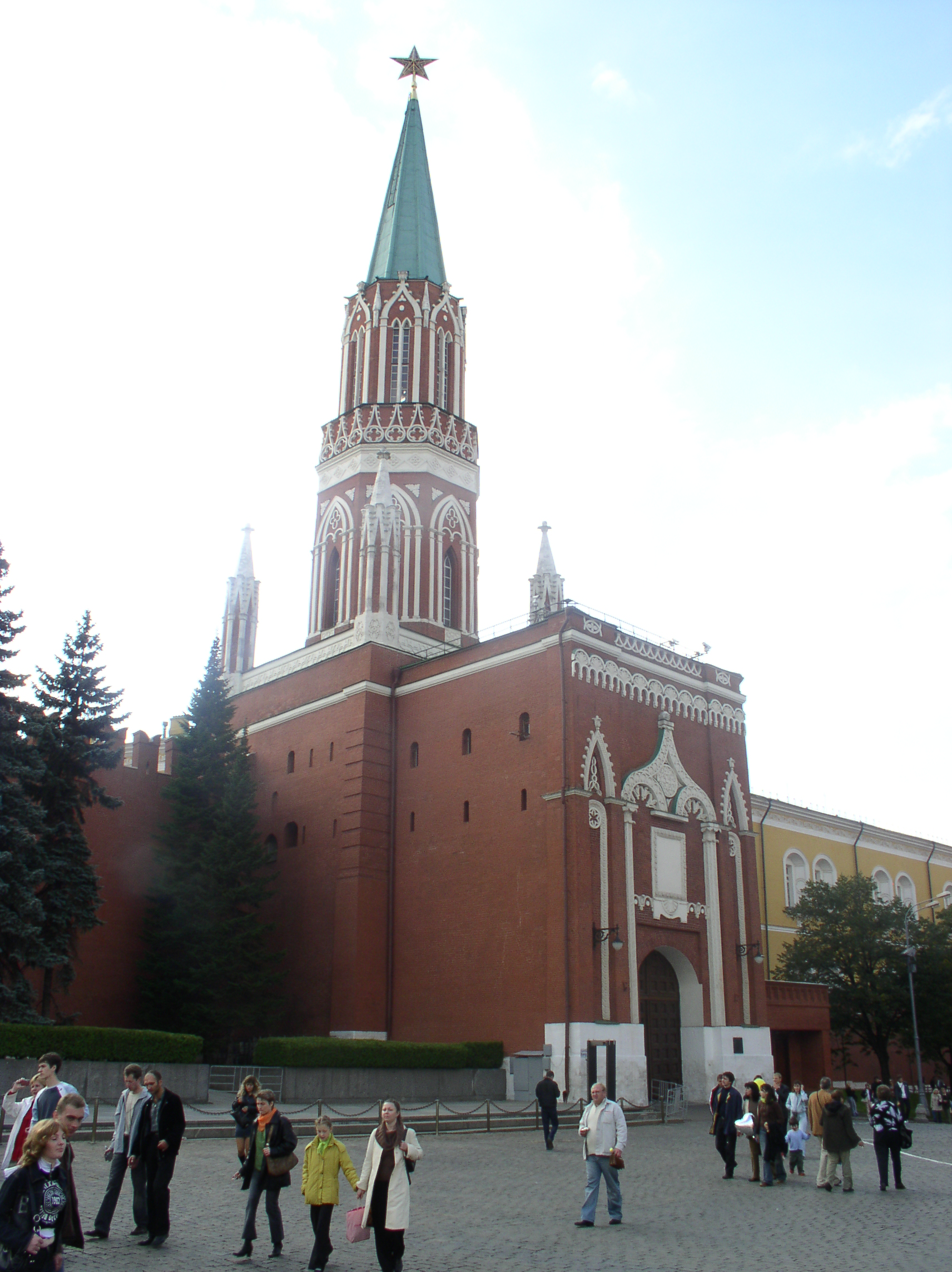
Nikolaus-Turm des Kremls

Der nördlichste der drei am Roten Platz stehenden Kremltürme ist der 70 Meter hohe Nikolausturm (Никольская башня), benannt nach dem Heiligen Nikolaus von Myra, dessen Ikone ursprünglich den unteren Teil des Turms zierte. Dieser Turm ist einer der heute vier Türme des Moskauer Kremls, die über ein Eingangstor zum Kreml verfügen. Er wurde ursprünglich im Jahre 1491 nach einem Entwurf des Baumeisters Pietro Antonio Solari errichtet, welcher als einer von mehreren italienischen Architekten, die in Moskau damals tätig waren, am Bau des Kreml-Ensembles maßgeblich beteiligt war. 1806 wurde der Turm wesentlich umgestaltet und erhielt – völlig ungewöhnlich für die Kreml-Bauten – eine gotische Spitze. Nur wenige Jahre später wurde er im Krieg gegen Napoleon von den französischen Truppen zerstört und 1816 schließlich unter Beteiligung von Joseph Bové wiederaufgebaut. Mit seinem gotischen Stil ist der Nikolaus-Turm bis heute der wohl ungewöhnlichste von den insgesamt 20 Kremltürmen.

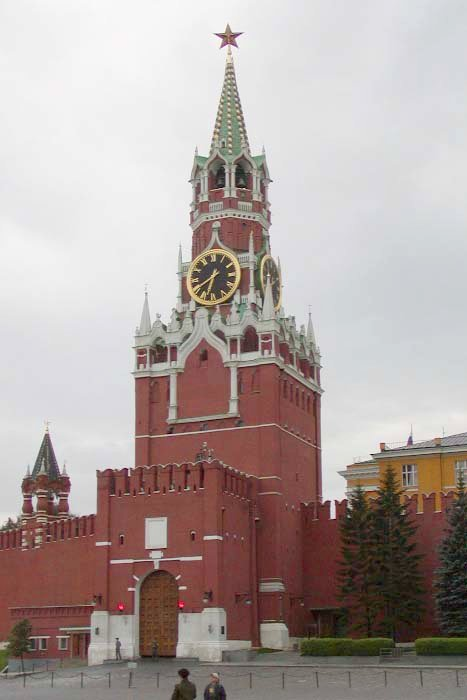
Erlöser-Turm

Ebenfalls über ein Eingangstor verfügt der Erlöser-Turm (Спасская башня), der den Roten Platz zusammen mit der benachbarten Basilius-Kathedrale vom Süden her abschließt. Seinen Namen verdankt er einem Erlöser-Bild, das einst über dem Tor hing. Der Erlöser-Turm ist 71 Meter hoch und wurde, genauso wie der Nikolaus-Turm, im Jahre 1491 von Pietro Antonio Solari erbaut. Allerdings war er damals etwa nur halb so hoch wie heute. Die ungefähr der gegenwärtigen entsprechende Gestalt hat der Turm seit einem Umbau in den Jahren 1624–1625, als er um einen Glockenturm mit einer großen Turmuhr aufgestockt wurde. Letztere wurde vom schottischen Architekten und Uhrmacher Christopher Galloway entworfen und ist heute das bekannteste architektonische Element des Erlöser-Turms. Die vier Zifferblätter der Uhr – je eines pro Turmseite – stammen aus dem Jahr 1852; jedes von ihnen weist einen Durchmesser von 6,12 Meter auf. Das hochpräzise Uhrwerk nimmt drei Stockwerke des Turms ein, und für das viertelstündliche Läuten sorgen ein Dutzend Glocken unterhalb der Turmspitze.
Sowohl der Nikolaus- als auch der Erlöser-Turm werden jeweils von einem über drei Meter Spannweite messenden roten Stern aus dreischichtigem Rubin- und Achatglas gekrönt. Diese Sterne als Symbol des Kommunismus wurden 1937 an insgesamt fünf Kremltürmen aufgestellt; vorher wurden diese Türme von einem Symbol des Russischen Zarenreichs – dem Doppeladler – geschmückt.
Bei dem kleinen Turm in Höhe des Lenin-Mausoleums zwischen dem Nikolaus- und dem Erlöser-Turm handelt es sich um den sogenannten Senatsturm (Сенатская башня), der seinen heutigen Namen dem unmittelbar hinter ihm auf der Seite des Kremls stehenden ehemaligen Senatsgebäude verdankt. Dieser Turm wurde zwar zeitgleich mit seinen beiden Nachbarn und ebenfalls von Pietro Antonio Solari errichtet, hatte aber nie ein Eingangstor und ist nur 34 Meter hoch.

### Lenin-Mausoleum

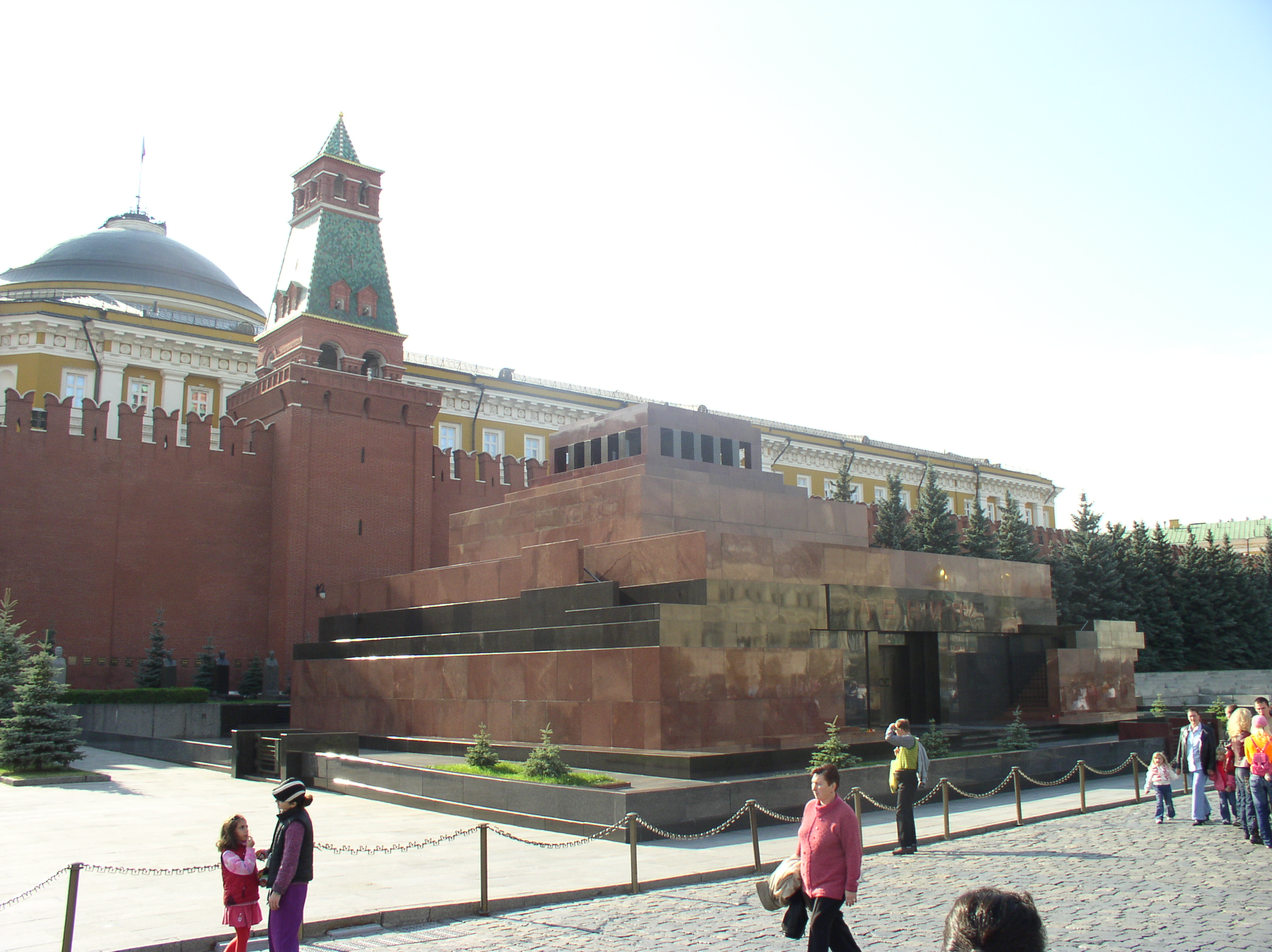
Senatsturm und Lenin-Mausoleum

Ein wichtiges Denkmal der Sowjetzeit stellt das Lenin-Mausoleum dar, das sich an der Westseite des Roten Platzes befindet. Es steht an der Kremlmauer in Höhe des Senatsturms, fast genau dort wo bis zum 18. Jahrhundert der Schutzgraben und in den Jahren 1909–1930 eine Straßenbahnlinie verlief. Im Inneren des Mausoleums ruht der aufwändig einbalsamierte Leichnam des russischen Revolutionsführers Lenin in einem panzergläsernen Sarkophag. Bis heute ist das Mausoleum an bestimmten Tagen für Besucher geöffnet.
Dem heutigen Bau aus Granit und Labradorstein gingen zwei provisorische Mausoleen aus Eichenholz vor. Das erste davon wurde im Januar 1924, wenige Tage nach Lenins Tod errichtet und hatte eine schlichte Würfelform bei einer Höhe von drei Metern; ein zweites Provisorium wurde im Frühjahr 1924 aufgestellt. Das heutige Gebäude wurde in den Jahren 1929 bis 1930 errichtet. Es weist von außen die Form einer mehrstufigen Pyramide auf, was den Charakter des Mausoleums als monumentale Begräbnisstätte nach antikem Vorbild unterstreichen sollte. Der Autor des Entwurfs war der renommierte Architekt Alexei Schtschussew, der auch die beiden Vorgängermausoleen hatte errichten lassen.
Von der Fertigstellung des Mausoleums bis zum Ende der Sowjetunion galt dieses Bauwerk als zentrale Sehenswürdigkeit und Kultstätte der sozialistischen Welt. Während der Militärparaden und Aufmärsche auf dem Roten Platz traten Staatschefs noch bis Mitte der 1990er-Jahre von der zentralen Tribüne auf dem Dach des Mausoleums auf. 1953 wurde auch der Körper des verstorbenen Lenin-Nachfolgers Josef Stalin einbalsamiert und im Mausoleum aufgebahrt. Acht Jahre später wurde er jedoch im Zuge der sogenannten Entstalinisierung aus dem Mausoleum entfernt und an der Kremlmauer (siehe unten) beerdigt.
Heute zieht das Mausoleum nach wie vor zahlreiche Touristen an, wenngleich meist nicht mehr vom Personenkult um den Revolutionsführer motiviert. Ungeachtet dessen ist die weitere Aufbahrung der sterblichen Überreste Lenins im Mausoleum umstritten; auch viele Prominente, darunter der letzte sowjetische Staatschef Michail Gorbatschow, sprachen sich für eine Beerdigung Lenins aus.

### Nekropole an der Kremlmauer

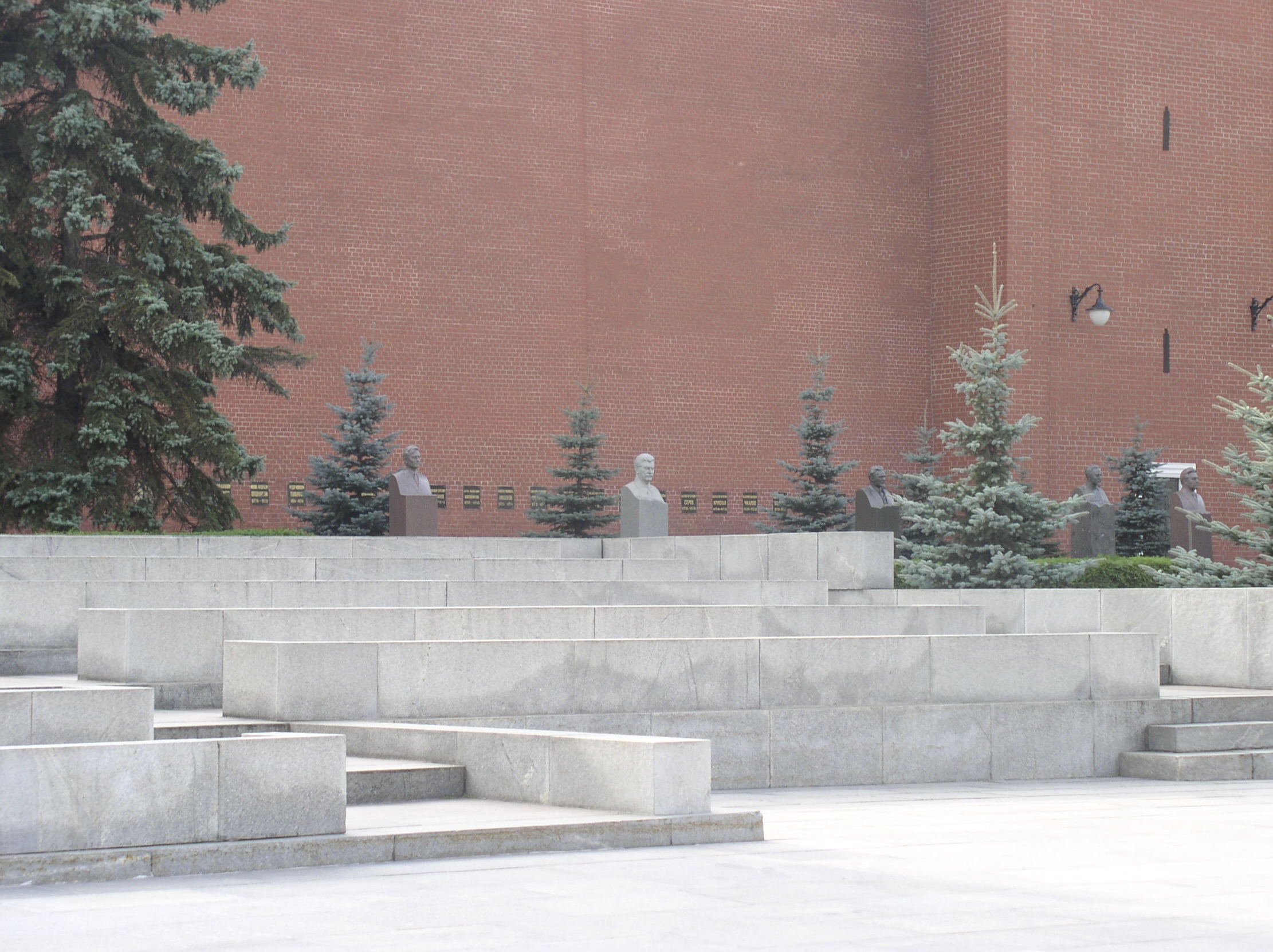
Gräber an der Kremlmauer

Gleich hinter dem Lenin-Mausoleum, entlang der Kremlmauer, befindet sich ein großer Ehrenfriedhof. Dieser entstand im November 1917; damals fanden rund 250 während der Oktoberrevolution in Moskau gefallene Soldaten in zwei Sammelgräbern nahe dem Senatsturm ihre letzte Ruhe. Die Tradition, Revolutionäre am Roten Platz beizusetzen, dem Symbol der bolschewistischen Revolution schlechthin, setzte sich danach umgehend fort: Bereits im Frühjahr 1919 wurde der führende Lenin-Mitstreiter Jakow Swerdlow an der Kremlmauer begraben, und mit dem im Jahr 1930 fertiggestellten Lenin-Mausoleum erhielt die Begräbnisstätte ihr zentrales Element. Seitdem wird das Mausoleum und der es umgebende Friedhof zusammen auch als Revolutionsnekropole bezeichnet.
Von den 1920er- und bis in die 1980er-Jahre wurden auf dem Roten Platz Hunderte von Personen bestattet, die als besonders verdiente Söhne und Töchter des Sowjetstaates galten, das heißt vor allem Revolutionäre, Helden der Sowjetunion, Staatsmänner und Militärs höchsten Ranges. Die Beisetzung in der Kremlmauer-Nekropole galt faktisch als höchste posthume Auszeichnung, die nur den wenigsten vorbehalten war. Insgesamt zwölf Staatsmänner – darunter Swerdlow, Kalinin, Woroschilow, Breschnew sowie der noch bis 1961 im Mausoleum aufgebahrte Stalin – wurden in Einzelgräbern beerdigt, außerdem ruht hier eine Vielzahl der Revolutionäre in insgesamt 15 Sammelgräbern. Bei dem größten Teil der hiesigen Begräbnisse handelt es sich jedoch um Nischen in der Kremlmauer, in die über 100 Urnen mit Überresten von Revolutionären, Helden oder Hauptideologen eingemauert sind. Zu den Personen, deren Urnen sich in der Kremlmauer befinden, gehören unter anderem Lenins Lebens- und Kampfgefährtin Nadeschda Krupskaja, der erste Kosmonaut Juri Gagarin, der revolutionäre Schriftsteller Maxim Gorki, der Atomwaffenentwickler Igor Kurtschatow, aber auch ausländische Politiker Clara Zetkin und Fritz Heckert.
Seit 1974 gilt die Nekropole an der Kremlmauer als Denkmal. Nach der 1985 erfolgten Beisetzung des Staatschefs Konstantin Tschernenko wurden dort keine Bestattungen mehr vorgenommen. Die Gräber der Nekropole können heute zu den gleichen Uhrzeiten wie das Mausoleum besichtigt werden.